# Wally West
Wally West é um personagem de histórias em quadrinhos, da editora norte-americana DC Comics. Possui supervelocidade e foi o terceiro personagem a assumir o manto do Flash.

## Era de Prata

### O Kid Flash (1959-1986)
Wally West era um grande fã do Flash, é presidente do fã clube dedicado ao herói na cidade onde ele mora e seu o grande sonho é conhecer o Flash. Um dia sua tia Iris o leva para visitar o namorado dela, Barry Allen, que diz conhecer o Flash e também diz para o garoto que ocasionalmente o Flash vem visitá-lo, utilizando uma das salas do laboratório, então ele diz para Wally dar uma olhada, pois pode ser que o Flash esteja lá.
Quando o garoto abre a porta o Flash aparece diante dele, cumprimentando-o e dizendo que está honrado em conhecer o presidente de seu fã clube. Wally faz várias perguntas a ele, e Flash decide mostrar para Wally como se tornou o Flash, ele explica que dois anos antes um raio o atingiu e produtos químicos caíram em cima dele, dando a ele o poder da velocidade. No entanto um raio aparece e atinge Wally, e os produtos químicos também caem em cima dele, Flash pergunta se Wally está bem e o garoto responde que sim.
Curioso para saber se Wally também ganhou poderes, Flash submete o garoto a alguns testes, confirmando que Wally também é agora um velocista, Flash então decide fazer um uniforme para Wally, fazendo dele o Kid Flash.

Wally se torna o Flash após a morte de Barry, em Crise nas Infinitas Terras.

Além de combater o crime junto a Barry, Wally, junto de Dick Grayson, Donna Troy, Roy Harper e Aqualad fundam o grupo de jovens heróis conhecido com os Jovens Titãs. Após quase uma década combatendo o crime como Kid Flash, acontece o ataque do Antimonitor contra o multiverso. Durante o confronto, Barry se sacrifica para salvar o multiverso, e com o mundo agora sem o Flash, Wally decide assumir o manto para fazer com que o mundo não se esqueça do herói que Barry um dia foi.

## Pós-Crise
Com o final de Crise nas Infinitas Terras, Barry morre e Wally, querendo honrá-lo, decide se tornar o novo Flash. A maior parte de sua história após o reboot continua a mesma.

### Enfrentando Vandal Savage (1987)
Wally está completando 20 anos de idade, ele então vai a uma loja e compra um bilhete de loteria. Ao voltar para seu apartamento é recepcionado por sua namorada, Francis Kane, e pelos seus amigos dos Jovens Titãs, Dick Grayson, Estelar, Donna Troy, Victor Stone e Mutano, que lhe prepararam uma festa surpresa. No meio da festa, Wally recebe uma ligação do Hospital Santa Maria, ao ir para lá, vestido como Flash, ele conversa com o Dr. Aikens, que pede a Wally que leve um coração para Seattle, pois o aeroporto da cidade está fechado, Wally concorda em levar, mas em troca pede que lhe deem um plano de saúde gratuito.
Ele vai correndo até Seattle, mas no caminho vê um homem sendo atacado por um homem grande, Wally tenta socorrê-lo e pergunta quem fez isso, e o homem responde que foi Vandal Savage. Vandal aparece e tenta atacá-lo, mas Wally se desvia e avança para cima dele, mas Vandal desaparece, Wally leva o corpo para a delegacia mais próxima, mas os policiais não acreditam no que ele diz sobre Vandal Savage. Ele volta a correr e chega ao hospital de Seattle, desmaiando de cansaço logo em seguida.
Dezessete horas depois ele desperta, e após conversar com a paciente, uma autora de ficção científica chamada Eugenie Hegstrom da qual Wally é fã, ele retorna de avião para Nova York. Retornando para seu apartamento, ele liga a televisão e descobre que o bilhete de loteria que comprou é o vencedor, ele comemora, então Vandal invade o apartamento dele, os dois se enfrentam, mas Vandal escapa.
Francis aparece no dia seguinte e Wally conta o que houve, ela o leva para o apartamento dela e ele revela que ganhou na loteria. Após buscar o dinheiro do prêmio, Wally leva Francis para uma noite nos restaurantes e clubes mais caros da cidade, eles vão para outro clube dançar e lá Vandal aparece, ele começa a atacar as pessoas ali, e Wally vai socorrê-las, enquanto Francis o enfrenta, derrubando-o do prédio.
Vandal desaparece novamente, e no dia seguinte Wally leva Francis para a mansão que comprou e a convida para viver com ele.

### Caça ao Simbionte (1987)
Dias depois, após receber uma multa por dirigir em alta velocidade, Wally chega em sua casa e encontra uma carta de Francis, contando que o deixou por pensar que eles estão indo rápido demais. Logo depois de receber a carta, Wally recebe a ligação do Professor Schmitz, dos Laboratórios DELTA de Utah, avisando que pode ir ao laboratório.
Wally chega na manhã seguinte, perguntando a Schmitz se ele sabe qual o problema com a velocidade dele, Schmitz responde que Wally “fraqueja” quando está próximo de atingir a barreira do som. Wally pede para ir ao refeitório por estar com fome depois da corrida e Schmitz o leva até lá, quando chegam ali, o cozinheiro se demite, reclamando que não ficará para lidar com um fantasma, Wally pergunta do que se trata e Schmitz responde que não é nada. Enquanto come, Wally conhece a doutora Tina McGee, uma nutricionista que ajudará a estudar o caso dele, os dois conversam e ela pergunta por que ele usa a máscara sendo que a identidade dele é pública, e ele responde que é mais por ser uma homenagem a Barry.
No dia seguinte, Wally faz um teste para testar a sua velocidade, e no trajeto vê o tal fantasma mencionado pelo cozinheiro, um fantasma mecânico, Wally então corre em volta dele e o robô gira à medida que Wally continua se movendo, quando ele para, uma cápsula metálica surge, ele então volta para a base e o monstro mecânico o persegue, os guardas atiram nele, mas nada faz efeito, Wally tenta atacá-lo, mas ele só consegue ser atacado pelo monstro, o monstro se encapsula e Schmitz chega perto dele, tendo o dedo decepado pelo monstro.
Eles voltam para dentro e Wally avisa a todos que eles têm que sair dali, mas as portas se fecham. Um computador se liga ao lado de Tina e ela e o Wally vão ver o que está acontecendo ali. No computador o monstro se comunica com eles, dizendo que se chama Simbionte e que pretende se livrar de todos os seres humanos para ter o planeta só para ele, Wally ameaça Simbionte, mas acaba desmaiando. Ele acorda 10 horas depois com Tina ao lado dele e lhe dando um copo de água. Wally pergunta o que houve e ela responde que o Simbionte sumiu, mas eles continuam presos no complexo. Wally agradece por ela ter cuidado dele e as paredes são derrubadas logo depois pelo exército, que vem resgatar as pessoas dentro do DELTA.
O Simbionte volta a atacar, ameaçando usar mísseis para aniquilar a Terra, Wally e os demais se retiram do DELTA e vão para outro local, ele então nota que o dedo decepado de Schmitz está inteiro, o que leva Wally a pensar que de alguma forma ele poderia estar ligado ao Simbionte. Ele e os demais conversam com o Presidente Ronald Reagan, através de um telão, sobre a situação, mas o Simbionte toma controle da transmissão e sai da tela e tenta matar a todos. Após salvar todo mundo, Wally conta para Tina que acha que Schmitz é o Simbionte, ou que talvez tenha sido clonado por ele através do pedaço do dedo decepado enquanto que o verdadeiro foi provavelmente morto. Wally a avisa que irá para Nova York falar com Cyborg e ela pede que ele tome cuidado beijando-o logo em seguida.
Na Torre Titã, Wally e Victor planejam causar um blecaute mundial de forma a impedir que Simbionte se conecte com qualquer dispositivo eletrônico. Os dois, após chegarem ao DELTA, prosseguem com o plano e Schmitz tenta fugir para a cápsula. Wally o persegue e ele se transforma em um robô. Ele o agarra e corre com ele em alta velocidade, fazendo a carcaça dele queimar até que ele se desativa de vez.
À noite, Wally convida Tina para morar com ele na mansão, mas ela diz que antes deverá conversar com o marido dela.

### Flash McGee e a Trindade Vermelha (1987-1988)
Wally está em sua mansão fazendo uma faxina quando recebe uma ligação de Tina, dizendo que apanhou de seu marido, Jerry. Furioso, Wally corre e se encontra com ela em um restaurante, querendo convencê-la a prestar queixa na polícia, mas ela se recusa, dizendo que isso não foi culpa de Jerry, pois desde que ele começou a tomar esteroides ele se tornou paranoico e ameaçou matá-la. Wally diz a ela para não se preocupar e a leva até sua mansão.
Após mostrar o quarto em que ela vai ficar, Wally recebe a visita inesperada de seu pai, Rudolph, que decidiu passar uns dias com Wally depois de ter brigado com a mãe dele. Wally apresenta seu pai para Tina ela conversa com ele sobre a manchete no jornal dizendo que a presença de Wally em Long Island deixou a cidade menos segura. Mais tarde, ele a leva para jantar e no restaurante se encontra com o Sr. Ghilchrist, o Presidente do Conselho da Cidade. Ele conversa querendo um esclarecimento sobre o editorial no jornal e Ghilchrist diz que o município está em crise financeira e não pode ficar ter danos causados por super poderes, mas o convida para a Reunião do Conselho da Cidade.
Um pouco depois, após retornarem para a mansão de Wally, Tina pede para dormir junto com Wally por se sentir mais segura com ele. Os dois se abraçam e o alarme da casa toca. Jerry, o marido de Tina, invade o local e ataca Wally. Ele agarra Tina e foge com ela em super velocidade, mas se choca com tanques de armazenamento de óleo, causando uma explosão. Apesar das chamas, Wally consegue salvar Tina, que não sofreu nenhum ferimento grave. Depois de trazê-la de volta para casa ele diz que vai chamar um médico e ela diz que não precisa. Ele pergunta o que houve com o Jerry e ela explica que ele é um especialista em hiperfisiologia que mudou depois de começar a trabalhar para a Genetech na divisão de pesquisas genéticas, desenvolve esteroides para criar atletas mais fortes e mais rápidos e testou a fórmula nele próprio. Wally pergunta a ela se ela não poderia tê-lo ajudado e ela responde que tentou, mas nada adiantou.
Wally pede a ajuda dos Titãs para levá-los para um local seguro e Mutano e Donna os levam para a Torre Titã. Eles vasculham todas as coisas referentes ao Jerry no computador, mas sem ideia de onde encontrá-lo. Tina sugere que ele poderá tentar se vingar de seu ex-chefe, Conrad Bortz, que o despediu por ele ter se tornado instável. Mutano e Donna se oferecem para ajudar Wally a deter Jerry, mas Wally diz que prefere fazer isso sozinho. Ao se despedir de Tina, ela diz a ele para que não machuque Jerry. Ele diz que entende, pois ela ainda o ama, mas ela responde que não, apenas que ainda tem carinho por ele. Wally pergunta o que ela sente por ele e ela apenas diz que também tem carinho por ele, e então Wally diz que a ama.
Ele vai até a mansão de Bortz, para alertá-lo da provável vinda de Jerry. Ele diz que já esperava por isso, pois quanto mais Jerry se fortalecia fisicamente graças aos esteroides, mais sua mente se deteriorava, até que ele o ameaçou de matá-lo. Um blecaute ocorre na mansão e as luzes de emergência se acendem. Jerry vem com toda sua fúria tentar matar Bortz e Wally, mas enquanto tenta matar Wally ele entra em colapso e desmaia. Após internar Jerry no hospital, Wally pergunta a Bortz se é possível salvar Jerry e ele responde que é se eles trouxerem para os Estados Unidos um cientista da Sibéria chamado Orloff.
Wally, Bortz e Tina vão para a fronteira com a União Soviética na Finlândia. Wally parte, prometendo à Tina que irá trazer Orloff. Depois de três dias ele chega ao laboratório em que Orloff está, pedindo para que venha com ele para os Estados Unidos para salvar a vida de Jerry McGee. Orloff, diz que até iria, mas que tem que cuidar de seus “filhos”, dos quais Flash é o “padrinho”. Wally fica sem entender e Orloff apresenta para ele três jovens que têm o poder da super velocidade e que juntos formam a Trindade Vermelha. Orloff explica a eles a situação e eles dizem que também querem ir para os Estados Unidos por estarem cansados da União Soviética. Eles vão junto com Wally, mas são pegos no caminho pela Trindade Azul, que foram os primeiros velocistas criados por Orloff que, apesar de serem mais fortes, são mais instáveis. Wally e a Trindade Vermelha os enfrentam até que conseguem escapar.
Após retornar aos Estados Unidos, Wally é convocado para uma reunião com a Liga da Justiça a respeito da ameaça dos Caçadores Cósmicos. Depois da reunião, Wally retorna para casa e seu pai conversa com ele sobre a reunião com a Liga da Justiça. Wally pergunta como ele sabe e ele responde que é um dos Caçadores Cósmicos. Wally, pensando que seu pai enlouqueceu, diz que vai ligar e para a mãe dele e Rudolph diz que a mãe dele provavelmente está morta, pois ele causou um acidente à mando dos Caçadores Cósmicos. Ele chama a Trindade Azul que agride Wally e pretende levá-lo para longe dali, mas a Trindade Vermelha chega para salvá-lo e Rudolph vai embora com a Trindade Azul.
Após ser socorrido por eles Wally liga para sua mãe, que diz a ele que o pai dele morreu.

### Velocidade 9 (1988)
Wally recebe a visita de dois policiais que vem conversar com ele sobre um homem que teve uma maleta roubada por um velocista, sendo este o terceiro caso da ocorrência. Eles perguntam Wally sabe de algum suspeito e ele responde que os velocistas que conhece nunca fariam algo do tipo. Um dos policiais sugere que pode ser uma guerra de quadrilhas, pois a última vítima foi o corretor de seguros de um mafioso chamado Nick Bassaglia, que coincidentemente é vizinho de Wally. No restante do dia Wally tem que lidar com os desentendimentos entre sua mãe e Tina, que estão ficando mais frequentes. Ele depois vai com Tina para o hospital, pois Anatole, um dos integrantes da Trindade Vermelha, foi brutalmente atacado por dois velocistas. No caminho para o hospital, após discutir com Tina sobre os desentendimentos entre ela e sua mãe, no qual Tina manda que Wally escolha entre as duas, ele conta a ela sobre uma misteriosa droga inventada chamada de Velocidade 9, que faz com que o usuário adquira velocidade temporariamente, mas ao custo de degeneração do corpo.
Conversando com Anatole sobre o ocorrido, Wally pergunta quem foi que entregou a ele o pacote que ele deveria levar até Nova Jersey e ele informa que foi um importador chamado Mason, Wally vai até o escritório dele, mas ele se recusa a responder as perguntas de Wally. Mais tarde Wally é convidado por sua vizinha, Trudy, que mora com Bassaglia, a uma festa que ele dará à noite. Como Tina disse que ia ficar mais um pouco no hospital, Wally decide levar sua mãe para a festa. Lá, Nick se apresenta para ele e conversa sobre o Velocidade 9, mostrando a Wally um cadáver de um usuário que ficou em um estado grotesco, e propondo que os dois trabalhem juntos para retirar o Velocidade 9 das ruas.
Wally volta para a festa e conversa com Trudy. Ela o leva até o quarto dela que possui um espaço especial para ela praticar balé. Ela se insinua para ele e Wally fica prestes a retribuir, no entanto eles ouvem gritos e Wally volta correndo para a festa onde há dois assaltantes velocistas. Wally os enfrenta, conseguindo derrotar enquanto outro foge, ele tenta alcançá-los, mas por ter bebido muito seu metabolismo ainda não processou todo o álcool. O assaltante que foi derrubado é levado para o porão, onde Nick e seus capangas o interrogam. Eles descobrem que o assaltante se chama Jarrett Kugel, um homem de 32 anos que trabalhava como corretor de ações. Eles encontram na carteira dele um endereço para tratar pessoas com a Síndrome de Rubinstein-Barre, que é a doença de pessoas com sucesso que se encontram em um estado patológico de tédio.
Wally retorna para sua mansão, mas não sem antes pedir que para que Nick tome alguma ação sem o consentimento dele. No dia seguinte, Trudy vem para a mansão dele desesperada, pois Nick foi sequestrado. Presumindo que Nick foi levado até o endereço que estava na carteira de Jarrett, Wally vai até lá, encontrando vários viciados e descobrindo o responsável pela distribuição do Velocidade 9: Vandal Savage. Vandal o subjuga e injeta nele o Velocidade 9. Wally foge de lá, chegando ao ponto de quebrar a barreira do som, e vai para a casa de Trudy buscar a ajuda dela. Após seis horas inconsciente, Wally acorda na cama dela. Wally se levanta dizendo que irá avisar os Titãs e depois que pegar Vandal irá atrás de Nick. Após Trudy dar um beijo de boa sorte nele, Wally, ao tentar correr, descobre que não tem mais sua velocidade. Nick entra no quarto de Trudy, trazendo Vandal com ele e ele joga Wally no porão.
Mais tarde, o Dr. Bortz é jogado ali junto com ele, e conta a Wally que se envolveu nisso por estar trabalhando para uma farmacêutica que queria desenvolver um estímulo de nervos, porém ele soube depois que se tratava de tentar replicar o Velocidade 9. Trudy, que na verdade não é sobrinha de Nick, mas sim sua amante, entra no porão para ajudar Wally, pois teme que Vandal irá matar todos eles. Wally tenta confrontá-lo, mas ainda conitnua fraco. Vandal obriga Bortz a injetar Wally com outra dose de Velocidade 9, mas Bortz aproveita a distração de Vandal e injeta a substância nele. Vandal foge e Wally é resgatado por Tina e pelos outros dois membros da Trindade Vermelha, Cassiopeia e Bebeck. Quando Tina o leva de volta para a mansão, Wally recebe a notícia de sua mãe que ele agora está falido.

### Fundo do Poço (1988)
Wally ainda está na mansão, arrumando as coisas para sair de lá. Sua mãe conversa com ele se desculpando por ter perdido o dinheiro, e a conversa leva à relação dele com Tina, com Wally falando que pretende terminar o namoro, pois já não sente mais a mesma coisa por ela. Logo em seguida Tina chama Wally para testar a velocidade, e no fim o Wally consegue apenas percorrer a velocidade que um humano normal conseguiria. Após terminar de empacotar tudo, Wally lamenta por não ter sua velocidade já que levaria menos tempo para empacotar tudo. Tina diz que gosta dele do jeito que ele está, e a mãe dele grita com ela, vendo o que ela disse como algo hostil. As duas discutem e Wally sai da mansão e vai para o apartamento em que irá morar. Lá ele encontra um amigo chamado Chunk, que empresta a ele dinheiro.
Wally entra no apartamento, simples e velho, e conhece um vizinho chamado Mason Trollbridge e o Sr. Gilchrist, o locatário do prédio, que avisa a Wally que se ele fizer algo de errado no prédio irá mandar prendê-lo. Ele é então abordado por um viciado em Velocidade 9, que está trajando o seu uniforme de Flash e o agride brutalmente, dizendo que é um recado de Vandal Savage. Wally é socorrido por uma vizinha reclusa e é internado no hospital. Após receber alta, ele visita as crianças do hospital vestido de Flash. Quando uma delas pede para ele correr em supervelocidade, seu vizinho Mason chega e diz que Wally acabou de fazer isso e o ajuda a entreter as crianças. Wally agradece pela ajuda e Mason dá para Wally uma carta de despejo que foi enviada hoje para o apartamento dele. Desesperado, Wally liga para Glichrist dizendo que tem o dinheiro para pagar o aluguel, mas ele o ignora.
Na recepção do hospital, após galantear uma enfermeira, Wally recebe a visita de Tina que diz que precisa conversar com ele e termina o namoro com ele. Irritado Wally vai falar com Jerry, que está internado no mesmo hospital. Ao entrar no quarto dele, Wally vê ele e o Dr. Orloff estão sendo atacados por um dos membros da Trindade Azul, que revela que os Caçadores os traíram e os venderam para Vandal Savage que fez experiências com eles, e o corpo dele entra em colapso logo depois. Wally retorna para o seu apartamento e recebe a ligação de Glichrist que implora a Wally que salve a filha dele, que foi sequestrada por Vandal, mas Wally ignora o pedido e desliga o telefone. Sua mãe conversa com ele, pedindo para que ele repense essa decisão e Wally atende a ligação de Glichrist, aceitando procurar a filha dele.
Ele primeiro vai até o prédio do Korreio Kapitalista onde a Trindade Vermelha trabalha para pedir a ajuda deles, mas eles dizem que não podem por estarem com a agenda cheia. Saindo do prédio, Wally se encontra com Mason. Wally propõe que ele o ajude e Mason aceita. Ele também diz que passou a noite inteira atrás de informação, mas não obteve nada, e Mason sugere que ele use alguém mais inteligente que Vandal. Wally então decide chamar Jerry para ajudá-los, e ele por sua vez propõe que Wally sirva de isca para atrair Vandal ou um de seus capangas. Wally então vai disfarçado até um ponto de venda de drogas. Ali ele é agredido novamente pelo viciado que estava trajando o seu uniforme, mas aproveitando que ele está distraído, Jerry consegue nocauteá-lo usando sua bengala. Eles encontram um bilhete no uniforme do viciado dando a Wally o endereço para ele encontrar Vandal. Eles vão ao local do endereço e são abordados por Nick e seus capangas. Ele dispara um tiro na direção de Wally, mas ele consegue pegar a bala, significando que sua velocidade voltou. Ele os derrota e Mason encontra na bolsa de Trudy outro bilhete dando outro endereço para Wally localizá-lo.
Ao chegar no outro endereço, eles descobrem outro bilhete preso ao corpo de outro integrante da Trindade Azul, que está com bombas amarradas em seu corpo com arame farpado. Wally consegue retirar o explosivo e vai para o local onde a filha de Gilchrist está: o túmulo de Barry Allen. Um explosivo estava no local, mas Wally consegue sair ileso e entregar a garotinha para Gilchrist.

### Homem Porco-Espinho (1989)
Apesar de seus poderes terem retornado, eles não têm funcionado de forma plena. Devido a isso, Tina e Jerry, usando as anotações de Barry Allen, decidem recriar o evento que fez com que Wally ganhasse os poderes dele e para tanto constroem uma câmara para emitir uma descarga elétrica junto com os mesmos compostos químicos que caíram em cima de Wally anos antes. Wally entra na câmara e é banhado pelos produtos químicos e em seguida é atingido pela descarga elétrica, conseguindo restaurar os seus poderes à forma plena. Os McGee decidem testar quanto tempo ele leva para correr, mas ao fazer isso Wally corre tão rápido que quase destrói tudo em seu caminho e desaparece.
Tina, Jerry e Mason fazem uma busca por Wally e essa busca os leva para Swainsville, um pequeno vilarejo que provavelmente foi o último lugar em que Wally esteve após o incidente. Eles encontram Wally em um galinheiro, em estado de demência e com espinhos para fora do seu corpo. Os McGee teorizam que os espinhos são a aura de Wally, que o protegem quando ele está em velocidade e funciona como um coletor de energia ambiental, mas agora a aura está se alimentando dele e alterando o cérebro dele enquanto faz isso. Eles decidem contatar o amigo de Wally, Chunk, que possui o poder de teletransportar para qualquer lugar, inclusive outras dimensões. Ele se transporta para dentro da aura de Wally, conseguindo resgatar sua essência e fazendo-o sair do estado de demência. Mas ao ver seu corpo com espinhos, Wally corre desesperado e dá de cara com os moradores furiosos do vilarejo, que pensam que ele é o Homem Porco-Espinho que raptou as crianças de lá.
Wally tenta fugir, mas é atacado pelo Capitão Frio e pela Salteadora Dourada, que foram contratados pelo prefeito para dar cabo do Homem Porco-Espinho. Wally consegue afastá-los, mas acaba desmaiando de exaustão, sendo encontrado logo depois por Mason. Mason retira os espinhos dele e Wally parte em busca das crianças desaparecidas, que ficaram presas em uma caverna. Ele consegue resgatá-las com a ajuda do Frio e da Dourada e recebe uma recompensa da cidade pelo seu ato heroico.

### A Pedra Filosofal (1990)
Wally se envolveu em culto religioso e isso culminou com um espírito de um gênio irlandês chamado Seamus habitar o corpo de Linda. Wally liga para o STAR Labs e conversa com Jerry para saber se eles têm a localização de Albert Desmon, o Doutor Alquimia, pois já que ele tem conhecimento com misticismo, ele poderia usar isso para ajudar Linda. No dia seguinte, Wally caminha com Linda pela praia para fazê-la se sentir melhor depois dos eventos que aconteceram. Enquanto caminham, Seamus toma o controle dela, dizendo a Wally que ela possui fortes sentimentos por ele e pergunta se ele não deveria dar uma chance a ela. Wally responde que isso não seria correto no momento. Linda retoma o controle e pergunta a Wally o que Seamus fez ela dizer, ao que ele responde que não foi nada demais. Ela então lamenta pela cidade toda ter visto ela possuída, pois teme que isso irá arruinar a carreira dela.
Os dois encontram a casa de Albert e vão falar com ele. Wally explica à Linda que Albert Desmond tinha um problema de múltipla personalidade, e após se tornar o Senhor Elemento, ele se tornou o Alquimia. Porém, antes de Barry morrer, Albert se regenerou, mas seu irmão gêmeo Alvin foi se tornando uma pessoa ruim e acabou assumindo a alcunha de Alquimia. Após eles explicarem o que houve com Linda. Albert se oferece para ajudar, mas o seu comportamento maníaco deixa Linda assustada. Wally diz que irá conversar e ao fazê-lo é atacado pelo Alquimia. Wally é quase subjugado por ele, mas consegue usar sua velocidade para distrai-lo e derrotá-lo. Enquanto Alquimia está caído, Wally e Linda descobrem que o verdadeiro Albert Desmond estava preso no porão e quem quem estava conversando com eles era o Alvin Desmond.
Uma semana depois do ocorrido, Wally ajuda Linda a entrevistar pessoas que estavam sendo feitas de reféns por um irmão de uma mulher que foi transformada em ouro por Alvin. Após Wally literalmente levá-los ao programa de Linda, ele e ela vão para a Iron Heights, onde Alvin está preso. Ao entrarem na cela dele descobrem que ele virou uma estátua de sal. Seamus assume o controle do corpo de Linda e diz que não há nenhum traço de algo sobrenatural ou de alma na estátua, como se ela nunca tivesse estado viva. No dia seguinte, Wally conversa com Seamus para que ele o ajude a localizar Albert Desmond, já que ele suspeita que Albert voltou a enlouquecer, e ele o faz guiando mentalmente Wally e Linda até o Alquimia. Alquimia quase mata Wally, mas ele é salvo por Albert, que está usando o seu traje de Senhor Elemental.
Alvin diz que não como detê-lo, pois ela é a pedra, mas Albert o ataca. Os poderes se mostram forte demais e Albert é subjugado, dizendo que nem parece que Alvin é humano. Nisso, Wally percebe que o Alvin falou sobre ser a pedra é verdade, pois de fato ele nunca foi humano. Ele explica a Albert que quando ele desistiu da vida de crimes, uma parte dele não queria, e foi essa parte que a pedra filosofal criou, dando assim origem a Alvin e também sendo por isso que nenhuma prisão o detém, pois a pedra o desfaz e o refaz de novo. Albert vê que a única forma de deter Alvin é aceitando o seu lado sombrio. Ele então toca na pedra, fazendo com que Alvin vire concreto.
Albert pede para eles o levarem até o banco onde a tal mulher foi transformada em ouro por Alvin para que ele possa tentar desfazer o que ele fez. Ele consegue fazê-la voltar à forma humana e Wally sugere à Linda que faça uma entrevista com os dois no programa dela.

### Agente da Receita Federal (1991)
Wally está na Secretaria da Receita Federal, em Washington, para conversar sobre suas dívidas. Para poder resolver a situação, a Receita Federal decide contratar Wally para poder abordar aqueles que não estão registrando o imposto de renda, desta forma pagando sua dívida à Receita Federal. Sua primeira tarefa é a de capturar Miles Anton Cramer, um milionário que fugiu e está com enormes quantidades de dinheiro escondidas em bancos estrangeiros. Após sair da Secretaria, Wally leva seu cachorro Mercúrio para o parque. Enquanto ele observa o cão brincando, um mafioso vem conversar com ele dizendo que Cramer está devendo dinheiro a eles e que será dado a Wally 2 milhões se ele matar Cramer. Wally responde a proposta do mafioso perguntando se ele gostaria de receber 300 socos de uma vez só.
Wally sai do parque e é por dois agentes da Receita Federal que foram designados para auxiliá-lo com Cramer. Wally propõe que eles vão até à mansão de Cramer, mesmo com um deles dizendo que Cramer não é visto lá há semanas, mas Wally diz que apenas quer acabar com isso para ficar livre da dívida, ao que os dois agentes respondem que querem a mesma coisa. Um deles era contador e outro um advogado, e ambos acabaram devendo impostos fazendo com que ficassem na mesma situação de Wally. Wally vai disfarçado até a mansão, indo perguntar sobre Cramer para um empregado que responde que não o viu. Wally veste o uniforme e ameaça o empregado e diz que fará algo ruim com Cramer. Aproveitando que o empregado correu assustado para telefonar para Cramer, Wally usa dessa distração para olhar o número e o endereço que estavam escritos em um caderno ao lado do telefone.
Wally descobre que o endereço é uma cobertura que fica ao lado da Secretaria da Receita Federal. Ele vai até lá conversar com Cramer e pedir que ele paga o dinheiro que deve. Ele reúne seus capangas e eles se revelam como sendo demônios interdimensionais. Wally os enfrenta pelas ruas de Washington enquanto Cramer revela que veio para o plano terrestre com o objetivo de enriquecer ilicitamente, ao que Wally apenas debocha por achar o plano ridículo demais. Percebendo que não consegue acertá-lo, Cramer decide pagar a Wally.

### O Retorno do Abra Kadabra (1992)
Wally está um evento de caridade organizado pelo Flautista em um ginásio, entretendo a plateia. Depois de realizar seu ato ele vai com Linda comprar cachorros quentes e encontra um mágico que adotou o nome de Abra Kadabra. Wally diz que se o verdadeiro Kadabra visse alguém roubando o nome ele iria ficar furioso. O homem apenas ignora e segue para o ginásio, enquanto Linda pergunta a Wally sobre o Abra Kadabra, querendo saber se ele era um feiticeiro. Wally responde que Abra Kadabra está mais para um mago tecnológico, já que ele usava tecnologia do século 64 para realizar seus atos no presente em busca de atenção e aplausos. Eles assistem ao espetáculo do "novo" Abra Kadabra, mas ele é incinerado vivo pelo Abra Kadabra original, que aparece diante de todos com uma aparência grotesca, estando com a pele em carne viva.
Abra Kadabra faz uma mão invisível surgir para enforcar Wally enquanto se gaba de ter enganado a morte. Wally pergunta o que houve com ele. Abra Kadabra explica que na última vez em que eles se encontraram, a explosão o matou e o deixou preso no pós-vida, até que ele conseguiu se libertar. Wally diz que o mais provável de ter acontecido foi que a explosão danificou o equipamento de teletransporte dele fazendo com que ele ficasse temporariamente invisível e intangível até o equipamento se auto reparar. Kadabra diz que isso é mentira, que ele conseguiu enganar a morte e que irá matar a todos e trazê-los de volta à vida. Antes que ele possa cometer o ato, uma mulher chega e tenta matá-lo. Wally fica tentado a permitir que Kadabra morra, mas ele acaba salvando-o no último segundo. Agradecendo pelo salvamento, Kadabra foge.
Wally confronta a mulher perguntando quem ela é, e ela diz que é uma caçadora chamada de Peregrina, vinda do século 64 e que veio para o passado para mandar Kadabra de volta para o século dele. Wally pergunta porque ela esperou 10 anos para capturá-lo e ela responde que eles jogaram Kadabra como punição pelos seus atos, pois por ter se mostrado com uma personalidade errante, foi decidido que o melhor século para ele ser exilado seria o século XX. Mesmo sentindo raiva do que a Peregrina lhe contou, Wally a ajuda localizar Kadabra, que está na ponte que liga Keystone City e Central City, pretendendo destruir toda a cidade. Peregrina permite que ele continue com os encantamos para que ele fique exaurido e ela possa abatê-lo, mas permiti-lo fazer isso também irá permitir a destruição de Keystone City. Wally corre e avança para cima de Kadabra enquanto Peregrina dispara um raio neles que os transporta para o século 64.
Quando eles chegam ao futuro, eles se encontram de uma guerra, Kadabra se sente feliz com o que está acontecendo, dizendo que o futuro desde a última vez em que ele esteve lá e que seus "seguidores" estão tomando conta da cidade. Wally pergunta a Peregrina do que Kadabra está falando e ela responde que são psicopatas causando caos. Ele pergunta se eles serão exilados no passado e ela responde que não, enquanto um colega dela os desintegra. Ela diz a Wally que as coordenadas dele para o passado já estão ajustadas, mas antes eles deverão levar Kadabra para onde ele irá cumprir o seu propósito. Wally acompanha a caçadora e seus colegas enquanto eles levam Kadabra para dentro de Cronarca, Wally pergunta o que é um Cronarca, até que o próprio se revela para ele como uma inteligência artificial que controla todos os humanos, incluindo a sua respiração e alimentação. Ele diz que a Wally que Kadabra é uma personalidade errante, pois ele conseguiu desafiar o controle de Cronarca, e sendo assim deverá ser executado.
Wally impede Peregrina de matá-lo, enquanto Kadabra consegue se libertar e usa Peregrina para fazer um espetáculo de mágica diante das pessoas. Wally aproveita que Kadabra está distraído e corre para dentro de Cronarca, conseguindo destruí-lo e livrando a cidade de seu controle, o que faz iniciar uma guerra civil com Kadabra liderando os opositores de Cronarca. Wally pede a Peregrina que mande Kadabra junto com ele de volta para o passado. Ela se recusa, mas ele a convence dizendo que é melhor que Kadabra fique no passado do que liderar a facção revolucionária. Assim Peregrina os envia de volta para o passado e Wally consegue levá-lo para a cadeia.

### O Retorno de Barry Allen (1993)
É noite de natal e Wally está comemorando a data ao lado de Linda, Jay Garrick e Joan. Alguém bate na porta e quando eles a abrem descobrem que quem bateu foi Barry Allen, que está de alguma forma vivo. Uma semana depois de sua repentina volta à vida, Barry e Wally são visitados pelo Lanterna Verde Hal Jordan, e Barry conta a Hal que seu corpo se materializou após a luta de Wally com o novo Doutor Alquimia e que ele ficou dias vagando pelas ruas sem memória, até se deparar com a estátua do Flash no Museu do Flash e se lembrar de quem era. Hal pergunta a ele se ele lembra de mais alguma coisa e ele diz se lembrar de um julgamento e de sua última missão, mas fora isso suas memórias continuam embaralhadas. Wally conversa com Hal para confirmar se aquele é o verdadeiro Barry e Hal responde que o anel não identificou nada de anormal, e que pelo que tempo que eles se conhecem ele pode muito bem afirmar que aquele é o verdadeiro Barry Allen.
Enquanto Hal sai voando, Wally recebe a visita do Flautista. Barry tenta atacá-lo, mas Wally o impede dizendo que o Flautista não é mais um vilão e também revelando que a identidade dele é pública. O Flautista informa que há um novo criminoso na cidade que trouxe três assassinos contratados para matar o chefe do crime Jack Giacomo. Wally veste o seu novo uniforme de Flash e Barry, surpreso, pergunta se Wally agora se chama apenas de Flash, ao que Wally responde que sim. Os dois vão investigar e encontram Jack em um circo, que esnoba os avisos deles, o que frusta Wally, mas Barry o lembra que eles apenas tem que fazer o trabalho deles. Juntos os dois localizam dois atiradores. Ao buscarem o terceiro eles seguem Giacomo para dentro da Casa de Espelhos, mas conseguem localizar o terceiro atirador antes que ele possa assassinar Giacomo. Wally e Barry os entregam à polícia e Barry sai correndo, dizendo que tem que fazer algo.
Ele o segue e vê Barry visitando o túmulo de Iris, dizendo o quanto sente a falta dela e o quanto está orgulhoso do homem que Wally se tornou, mas lamenta que ele não acredite que ele realmente está de volta. Wally caminha até ele dizendo que agora acredita e se desculpa por não ter acreditado antes, explicando que superar a morte dele foi um processo difícil que deixou uma ferida que nunca cicatrizou. Ele também diz que o fato de Barry não ter mencionado a Iris antes foi o que fez ele suspeitar se ele havia de fato voltado, e Barry explica que não a mencionou por estar com raiva de ele ter voltado à vida e ela não. Ele também diz que agora não adianta lamentar, mas sim aproveitar a segunda chance de vida que recebeu.
Após ajudar Barry e Jay a impedir um roubo e impedir que um trem descarrilhado atingisse uma escola, Wally conversa com Linda sobre a cidade toda estar feliz com Barry estando de volta, mas está pensando em se mudar com Linda para Midway City. Linda diz que ele deve estar desconfortável com a cidade tendo três Flashes, e se perguntando se há espaço para os três. Relutantemente, Wally concorda com que ela diz e ela sugere a ele mudar o nome, sugerindo Raio, Guepardo, Pegasus, Mercúrio e Mister Zip. Wally recusa todos, e faz piada com o nome "Mister Zip", perguntando a Linda como ele poderia aparecer em público com o nome desse. Jay liga para ele dizendo que a polícia localizou um galpão onde os assaltantes que eles estavam perseguindo mais cedo estão. Como Barry não está com eles, eles decidem procurá-lo pela cidade. Wally o encontra em um beco e pergunta por que ele está ali. Barry explica que ter ficado fora por tanto tempo o deixou desorientado, pois ele para Wally ele esteve fora por anos, mas para ele foi como um piscar de olhos, e ele veio para este beco porque enquanto caminhava por ele sentiu que havia algo que poderia lhe dar uma pista do que aconteceu entre sua morte e ressurreição. Eles vão para o local do galpão e Barry pretende atravessar a parede, mas Wally diz que ele não deve fazer isso e Jay concorda, dizendo que se ele atravessar ele poderia acionar um detonador. Os assaltantes saem do galpão com armamento pesado e os atacam. Um deles ataca Wally, quase ferindo-o mortalmente. Barry furiosamente vai até o criminoso e o ataca brutalmente. Wally se recompõe e impede Barry de ir longe demais, mas fica desconcertado ao ouvir Barry gritando que ele é o Flash.
No dia seguinte, ainda desconcertado com as palavras de Barry, Wally e ele seguem uma pista que o Flautista deu sobre a localização do QG dos criminosos que eles enfrentaram. Eles vão até o prédio e encontram o líder do grupo, mas ao tentarem pegá-lo, o líder se revela apenas um holograma que ativa um campo de força. O campo de força começa a encolher e eles tentam achar uma forma de escapar. Barry tenta vibrar para fora do campo, mas o campo se adapta à sua vibração. Wally então descobre que consegue manter a frequência vibracional por um curto período de tempo, assim ele consegue abrir caminho para Barry sair. Quando Barry sai, uma pane é causada nos sensores do campo de força deixando-o mais fraco. Wally pede que Barry o tire, mas ele se recusa, dizendo que Wally roubou o nome dele e tentou fazer o mundo esquecer dele e que irá fazer Central City pagar por ter se esquecido dele. Após Barry fugir, Wally consegue sair do campo e retorna para o seu apartamento. Ao ligar a televisão, ele vê Barry dando uma coletiva de imprensa informando que Wally morreu.
Dias depois, Wally se isolou em seu apartamento e assiste pela televisão Barry atacando Central City e enfrentando Hal. Wally caminha pelo beco no qual Barry estava dias antes e encontra um indigente lendo um livro queimado. Quando o indigente diz Iris, Wally lhe paga 20 dólares pelo livro e o lê, descobrindo que o livro foi na verdade escrito por sua tia Iris além de descobrir a quem o livro pertencia. Wally, vestindo o seu uniforme, vai até o local onde Barry acaba de derrotar brutalmente Jay, Johnny Quick e Max Mercúrio. Com Barry ainda à solta, Johnny ensina a Barry uma equação matemática que, elaborando mentalmente, fará a mente de Wally ir para a quarta dimensão e tirar a energia de lá para se tornar mais rápido. Max diz que apesar de ser um bom truque, essa equação funciona somente para Johnny e diz a Wally que o que ele deve fazer é usar o "zen da velocidade", que seria não estar tão cônscio da velocidade, assim deixando o poder apenas fluir. Wally não aceita muito a teoria de Max por ser mais filosófica do que científica e Max pergunta a ele por que ele nunca conseguiu ser mais rápido que Barry. Wally responde que existem várias teorias, mas quase todas têm uma base biomecânica, e Max então pergunta quais delas tem como base o medo.
Wally se irrita dizendo que ninguém irá dizer a ele que ele tem medo de velocidade e diz que ele ama o que ele faz, e Max diz que porém ele ama Barry mais e que ele se tornou o Flash para não fazer o mundo se esquecer de Barry, mas teme que que se ele se torna mais rápido que seu amado tio isso irá acontecer. Wally pergunta a Jay se ele tem algo a ensinar e ele responde que todos os três têm, mas o que importa para Wally é que ele tem o coração para fazer o trabalho. Jay então pede a Wally que conte a eles o que ele descobriu e ele o faz. Jay pergunta como é possível e Wally responde que não sabe, mas que ele tem um plano e que para isso precisa que eles levem Barry para o Museu do Flash. Enquanto Jay, Johnny e Max vão atrás de Barry, Wally vai até o Museu do Flash, que ficou aos pedaços após a luta entre Barry e Hal dois dias antes. Wally encontra um anel e corre para a sessão da Galeria de Vilões. Logo depois Barry chega lá e Wally joga o anel para ele dizendo para ele se vestir. Wally diz a Barry que ele conseguiu enganar a todos e inclusive a ele próprio, tendo provavelmente ficado confuso quando se materializou, o que explicaria o por que ele deixaria largado um livro sobre a vida de Barry Allen. Wally também diz a Barry que esse livro não é deste tempo, pois a identidade de Barry ainda não é conhecida, sendo assim o livro é do futuro. Ele grita para Barry que ele não é o verdadeiro Barry, e o chama pelo nome verdadeiro: Eobard Thawne.
Wally pergunta como Eobard está vivo já que Barry o matou há anos, e Eobard explica que ainda não conheceu Barry Allen. Eobard explica que ele é do ano de 2460, um tempo em que os heróis além de serem coisa do passado são desnecessários pela sociedade ser eficazmente segura. Por toda a vida dele ele quis conhecer outros heróis, mas o que sempre lhe chamou mais a atenção foi Barry Allen, devido ao sacrifício que ele fez para salvar a humanidade. Ele leu e releu a biografia de Barry, fez uma cirurgia plástica para ter o rosto dele e usou a fortuna dele para recriar o acidente que o transformou no Flash. Quando ele encontrou a esteira cósmica em uma loja de antiguidades, ele viu a oportunidade perfeita para voltar ao passado e conhecer Barry, mas ao usá-la, além de quase ter morrido, ele chegou na era errada, na era em que Barry já estava morto há anos. Ele então foi para o Museu do Flash, tendo a ideia de assumir a identidade dele para continuar o legado dele, porém quando ele descobriu que além de estar destinado a se tornar o maior inimigo de Barry também seria morto por ele, ele ficou tão abalado que acabou mesmo acreditando ser Barry, e agora pretende ficar no passado, pois assim evitará ser morto.
Wally o enfrenta com a ajuda de Hal, Jay, Johnny e Max. Depois de derrotá-los ele foge dizendo que irá tirar Wally do jogo assim como fez com Jay. Os quatro visitam Jay no hospital, que teve a perna direita quebrada em seis partes por Eobard. Johnny pergunta o que eles farão agora e Wally responde que eles não farão nada, pois é ele quem Eobard quer. Eles assistem pela televisão Eobard invadindo o programa de Linda, se revelando o verdadeiro autor dos ataques recentes à Central City e Keystone City, e tenta matar Linda do mesmo jeito que ele um dia fará com Iris: vibrando seus dedos no crânio dela. Wally o impede e os dois se enfrentam, com Eobard levando vantagem na luta, atacando Wally de forma feroz. Ele diz que assim que matá-lo irá fazer a cidade se esquecer de Barry e fará todos se lembrarem dele quando pensarem no Flash. Ele foge, dizendo a Wally para pegá-lo e ele o persegue. Enraivecido, Wally consegue contra atacar com a mesma brutalidade que Eobard o atacou. Enquanto Eobard implora para ele parar, Wally pergunta como ele se sente sendo vítima de sua própria obsessão e diz a ele que irá usar a esteira cósmica para matá-lo no berço. Wally finge usar a esteira e viajar no tempo fazendo com que Eobard acabe usando de fato a esteira e viaje no tempo.
Hal, Johnny e Max chegam, perguntando como ele fez isso e Wally explica que correu tão rápido de forma que Eobard não percebesse que ele havia na verdade apenas calibrado a esteira para o ano de 2460. Ele também diz que Eobard não irá se lembrar de nada, pois já que o continuum do espaço/tempo não está em colapso, significa que assim que Eobard retornar para o seu tempo ele não irá se lembrar de ter estado no passado antes de conhecer Barry. Hal parabeniza Wally, dizendo que antes considerava Barry o maior herói do mundo, mas isso foi antes de ver Wally quase dar a vida para proteger o legado dele. Dias depois, o Museu do Flash é reformado e Wally ganha uma estátua posicionada ao lado da estátua de Barry.

### Juventude Imprudente (1994)
Wally está no parque jogando basquete, enquanto Linda está sentada próxima à quadra escrevendo informações sobre um culto que ela descobriu recentemente. Ele pergunta a ela como está indo a investigação e ela diz que vários grupos desapareceram de Keystone e ela sente que há uma conexão. As folhas com as suas anotações começam a voar com o vento e Wally as pega para Linda. Ao entregar a ela as folhas, ele encontra um foto dela com a frase escrita "FIQUE FORA DISSO, VACA!". Wally pergunta a ela o que é isso e ela responde que não é nada. Ele pergunta se foi por causa da foto que ela não disse nada mais detalhado sobre a investigação e ela responde que é apenas uma ameaça vazia e que ela não precisa que ele a salve a todo momento. Wally diz a ela que eles são um casal, sendo assim ele está envolvido e irá ficar de olho nela. Linda diz para ele não se incomodar com isso agora, já que o mais importante no momento é eles se mudarem para a nova casa deles. Mas no momento em quem ela diz isso vê um borrão veloz passando perto dele. Ele pergunta a Linda se ela viu o borrão, e ela diz que não, perguntando o que exatamente era, ao que ele responde que seja lá o que for estava se movendo rápido demais para ele poder ver.
Eles vão para a nova casa deles. Ao entrar em um dos quartos Wally vê uma figura e ouve a voz dela, que o confunde com Barry. Ele acende a luz e descobre que é Iris. Ele a abraça dizendo que está feliz em vê-la e pergunta a ela onde ela esteve. Confusa, ela pergunta se não era para ele pensar que ela estivesse morta e ele responde que na verdade sabia que ela ia voltar, mas que ele explicaria depois. Ela diz que está aqui porque o neto dela irá morrer a menos que Wally o ajude. Ela explica que na verdade ela não desse tempo, mas sim do século XXX, tendo sido mandada para o passado quando era um bebê e sabendo da verdade apenas pouco antes de falecer. Após o falecimento dela, os pais dela usaram uma máquina experimental para trazer a força vital dela para o futuro, colocando-a em um corpo novo igual ao corpo original dela. Lá ela se reencontrou com Barry, passando um mês com ele, mas após ele partir para se sacrificar para salvar o mundo ela ficou grávida dele, dando a luz a Don e Dawn, que herdaram uma parcela do poder de Barry e usaram esse poder para ajudar os outros. Quando os Dominadores invadiram a Terra novamente, eles se sacrificaram para salvar o planeta. Don teve um filho chamado Bart que nasceu com todo o poder de Barry, e antes que ele servisse de cobaia para os experimentos dos Dominadores, o Governo da Terra o resgatou, mas o deixou isolado. Diferente de Wally, Bart nunca conseguiu desacelerar, e o seu metabolismo acelerado o fez envelhecer mais rápido do que um ser humano comum, Para ajudá-lo, Iris e seus pais tiraram Bart de sua prisão e entraram em uma máquina do tempo, mas no trajeto, Bart se perdeu. No entanto, Wally percebe que o borrão que viu antes era Bart. Ele pergunta a Iris como é a mente dele, se ele tem a mente a de um bebê, e ela responde que o Governo da Terra o deixou em uma realidade virtual que acompanhava o seu crescimento rápido, e ela teme que por ele nunca ter passado tempo no mundo real ele ache que está em um ambiente de realidade virtual.
Wally inicia uma busca por Bart, informando a situação para a Liga da Justiça e para os Titãs. Wally acaba perseguindo Bart por todo o mundo, até que ele finalmente para por um nanossegundo, mas quando ele o aborda Bart tenta matá-lo. Para tentar acalmá-lo, Wally dá um tapa no rosto dele, mas Bart corre aterrorizado. Enquanto corre atrás dele ele nota o corpo de Bart entrando em choque por causa da velocidade e grita para ele continuar correndo, pois se ele desacelerar o corpo dele não irá se adaptar e ele acabará morrendo. Wally o ajuda movimento seus braços para criar um redemoinho e assim acelerar Bart o máximo possível para fazer o seu corpo se adaptar, conseguindo fazer com que ele desacelere sem morrer. Eles vão para a casa de Wally, onde Bart derruba o líder de uma organização chamada Kobra. Ele se levanta dizendo que eles confiscaram a pesquisa de Linda e que irão matar todos eles. Enfurecido, Bart corre atrás dele, dizendo que ninguém irá machucar Iris, mas no momento em que ele está prestes a alcançar o líder da Kobra, ele se teletransporta para outro lugar e Bart está a ponto de se chocar contra a parede. Wally corre até ele para pegá-lo, mas o vê instintivamente vibrando suas moléculas e conseguindo atravessar a parede.
Depois que Wally consegue pará-lo, Bart desmaia de exaustão. Enquanto Linda está cuidando de Bart, Wally e Iris estão tomando um café e ela diz a Wally para continuar com ela, pois eles serão um grande casal, ao que Wally responde que Iris o está assustando. Wally pergunta a ela sobre Bart, dizendo que se o que ele precisa é de treino, teria sido melhor ter viajado para o período em que Barry estava vivo, mas Iris responde que ele lembra muito Wally quando ele era mais jovem, fazendo de Wally a pessoa perfeita para treiná-lo.

### Velocidade Terminal (1994-1995)
Após ajudar a Liga da Justiça em uma missão urgente, Wally acaba sendo jogado para dentro do continuum espaço-tempo. Enquanto corre por lá tentando achar o caminho de volta para casa, ele vê momentos de sua vida, tanto passados quanto futuros, até que ele vê um que mostra que sua vida está para acabar. Wally retorna para sua casa onde é recepcionado por Linda, Iris, Bart e Jay, que fazem uma festa em comemoração ao retorno dele. Linda conversa com dizendo que há algo errado e pergunta o que é, mas Wally responde que não é nada. De manhã, Wally observa Linda acordar, dando a ela um beijo de bom dia. Ela pergunta há quanto tempo ele está aí e ele responde que está a 10 minutos, fazendo ela ficar surpresa, pois ele nunca fica parada no mesmo lugar por 10 minutos. Ela pergunta novamente o que está havendo e ele responde que não é nada.
Wally sai de sua casa e sai em missão com Bart para ir à possível base de operações da Kobra. No trajeto, Bart caçoa de Wally por não estar indo rápido o suficiente, ao que Wally responde que ele está o máximo que ele acha necessário. Ele diz a Bart que ele precisa de um codinome, e Bart decide se chamar de Impulso já que Wally disse váras vezes que Bart é muito impulsivo. Os dois chegam ao QG da Kobra e Bart desobedece as ordens e Wally e ataca os homens da Kobra. Eles descobrem que a base é na verdade uma planta hidrelétrica. Bart decide causar uma pane, mas acaba sendo eletrocutado e desmaia. O gerador é ativado e o tube de ventilação é ligado, puxando Bart para dentro. Ele usa sua velocidade para tirar Bart de lá antes que ele seja cortado pelas lâminas. Ele o acorda e grita com ele dizendo que ele estragou a chance que ele tinha de afastar a Kobra e deixarem todos a salvos. Furioso, ele volta para sua casa e se tranca no quarto. Linda bate na porta e pergunta o que está havendo, e Wally explica que quando ele entrou no continuum do espaço-tempo ele quebrou todas as barreiras e isso mudou tudo. Ele abre a porta, se revelando ter se tornado um ser de pura energia.
Linda toca a mão dele e diz para ele se acalmar, fazendo-o voltar à sua forma humana. Ela pede que ele seja honesto e conte o que está havendo e ele responde dizendo que não sabe ao certo, mas que irá descobrir. Ele sai de lá e procura por Bart, pois descobriu que a Kobra deixou Keystone City. No caminho, eles são atacados pelos agentes da Kobra. Wally tenta instruir Bart a como enfrentá-los, mas ele não escuta, e enquanto usa sua velocidade, o corpo de Wally novamente se altera. Os agentes da Kobra se teletransportam e Wally e Bart discutem novamente, com Wally dizendo que ele não está em um playground e dizendo a ele que ele deve escutá-lo, ao que Bart diz que não irá escutá-lo já que a única coisa que Wally sabe fazer é gritar com ele. Bart corre e Wally volta para sua casa, encontrando Max sentado no sofá. Ele diz a Max que precisa da ajuda dele e que ele mentiu para Linda, porém só depois de dizer isso ele percebe que ela está ali. Ele tenta conversar com ela, mas ela, irritada, sai de lá. Max pergunta por que Wally mentiu para ela e ele responde que só queria protegê-la porque não sabe se ela suportaria saber o que ele descobriu. Max então pergunta sobre Bart, e Wally reclama que ele é arrogante e impaciente demais para poder ser treinado. Max diz a Wally que ele não pode mudar a natureza de Bart e que talvez seja melhor outra pessoa ensiná-lo. Wally então leva Max, Jay, Johnny e Jessie Quick para ensiná-lo.
Enquanto eles treinam Bart, Max conta a Wally a história de um jovem mensageiro do ano de 1838 que tinha amizade com uma tribo indígena. Após a tribo ser massacrada, xamã da tribo que ainda estava vivo invocou uma antiga magia tribal, fazendo com o mensageiro ganhasse o poder da velocidade. Esse jovem passou a usar o seu poder para impedir que as tribos indígenas e os colonos entrassem em conflito, sendo conhecido como uma lenda indígena chamada de Ahwehota. Um dia o jovem sentiu um chamado durante uma forte tempestade e foi atrás desse chamado, atingindo uma velocidade muito mais alta e adentrando uma outra dimensão. Ele estava prestes a se tornar um só com o poder, mas um pensamento de medo o fez se afastar desse chamado e o levou de volta à Terra, mas ele descobriu que estava no ano de 1891. Por anos ele foi tentando atravessar essa dimensão sempre que sentia o chamado, mas só conseguiu ser transportado para décadas depois. Ele foi sendo conhecido por muitos nomes, e então Wally percebe que Max está falando dele próprio. Max explica que o mesmo chamado que ele sentiu é o chamado que Wally está sentindo. Ele se nega a acreditar nisso, mas Jay diz que a história que Max contou faz sentido, e que quando ele era jovem também sentiu um chamado, mas o ignorou. Max diz que provavelmente essa dimensão chamou Barry quando ele se sacrificou para salvar o mundo e Johnny diz que isso é bobagem, pois ele nunca sentiu o chamado.
Após a discussão, Wally os lidera para deter um roubo e depois vão conversar com o Flautista, que conseguiu pegar a arma de um dos agentes do Kobra e está tentando usar a assinatura energética da arma para rastrear a localização deles. Wally decide ele procurar a assinatura já que o Flautista disse que isso iria demorar um dia. Quando eles saem da cidade, Wally descobre que a assinatura energética . Wally se desespera e eles tentam acalmá-lo, e ele diz que eles não entendem. Ele então explica que quando estava na corrente do tempo, essa chamado do qual Max contou lhe mostrou uma visão do futuro na qual Kobra destrói a cidade e Wally não poderá fazer nada porque ele irá atravessar a dimensão. Ele também diz que também agora há pouco ele sentiu o chamado e esse campo de velocidade deu a ele uma nova visão, e ele diz que o que aconteceu com Barry e a razão de Max nunca ter conseguido entrar nesse campo, é porque uma vez que você entra nele, você não pode mais sair. Ele diz que não está pronto, mas que precisa que alguém seja o Flash para quando ele se for. Ele diz a Bart que queria que fosse ele, mas como ele não está pronto ainda ele decide ceder o manto de Flash para Jessie por ela ser mais responsável.
Ele retorna para a oficina do Flautista, encontrando Linda e Iris lá. Após Flautista dizer que poderá localizar a Kobra, Wally conversa com Linda sobre o que está acontecendo com ele. Ela diz que deve haver alguma coisa que ela possa fazer, mas ele se despede dela, dizendo que é o cara mais sortudo do mundo por tê-la conhecido e que continuará vivo enquanto ele estiver no coração dela. Wally se encontra com Max, e descobrem que a Kobra está usando aerogeradores fora da cidade para abastecer a energia deles. Eles destroem os aerogeradores e se encontram com Bart e Jesse para deter a Kobra, que está começando a atacar a cidade. Um campo de força é ativado que envolve toda a cidade. Wally e Jesse conseguem atravessá-lo, mas Max e Bart ficam presos. Wally se desespera, dizendo que tudo está acontecendo. Jesse tenta acalmá-lo e pergunta do que ele está falando, ao que Wally responde que o objetivo não é salvá-lo, mas sim salvar Linda. Enquanto eles tentam encontrar uma forma de fazer Max e Bart atravessar o campo de força, Wally e Max revelam a Jesse e Bart que Wally cedeu o manto do Flash a ela para fazer com que Bart tivesse disciplina e se tornasse alguém mais qualificado para ser o Flash. Ambos ficam irritados com essa revelação, mas deixam a raiva de lado para ajudar Wally.
Linda se comunica com ele usando um comunicador, revelando que o líder da Kobra está atrás dela, de Iris e do Flautista, mas que eles podem enfrentá-lo juntos. Wally corre até ela a fim de impedir que ela seja morta como na visão que ele teve. O líder da Kobra atira e Wally se prontifica para tomar o tiro por Linda, mas Jesse o salva, levando um tiro de raspão na perna. O líder continua atirando e Wally e Bart destroem juntos a arma dele. Wally diz que o quer que Bart esteja sentindo em relação a ele nesse momento, ele quer que Bart saiba que eles está orgulhoso dele. O líder, enraivecido, dispara outro tiro na direção de Linda e Wally usa toda a sua velocidade para salvá-la, nisso se dissolvendo e se tornando parte do campo de velocidade.
A entre em guerra com a Kobra e Max, Bart e Jesse são feridos. O líder da Kobra fica a ponto de matar Linda, até que um raio surge entre eles, materializando parcialmente Wally. Ele derrota o líder da Kobra e destrói o gerador que estava causando um terremoto na cidade. Linda vai até ele perguntando como ele voltou, e ele explica que por um momento esteve unido à Força de Aceleração, que era como o céu, e que a partir de agora ele começará a evoluir. Ela pergunta se esse lugar era como o céu, por que ele não ficou lá, ao que ele responde que é porque ela não estava lá.

### Parada de Emergência (1997-1998)
Wally leva Linda para ver o pôr do sol na Índia como um presente de aniversário para ela. Mais tarde, quando os dois já estão de volta à casa deles, Wally recebe a visita de Jay e Max, que pedem para ele acompanhá-los até o necrotério, pois eles encontraram o corpo de alguém parecido com Wally e cujo bilhete, escrito por alguém chamado de "A Roupa", diz para Wally resolver seu próprio assassinato em 60 minutos. Quando eles chegam lá, o médico ali diz que as digitais batem com as digitais de Wally, e sendo assim aquele corpo de alguma forma é o corpo de Wally. Os três vão para a Iron Heights buscar informações a respeito e um dos detentos conta a história de um homem chamado Gambi, que costumava fazer uniformes para super-heróis, mas fez um uniforme que seria sua obra prima. Esse uniforme caiu nas mãos de um telepata chamado Dell Merriwether, que assassinou seis policiais e 24 civis até ser detido por Barry e por Hal.
Merriwether foi condenado à cadeira elétrica, e quando tentaram queimar o uniforme, mas ele se tornou vivo e escapou, tendo se escondido. Na noite anterior dois detentos fizeram um ritual que trouxe a roupa de volta. Eles ouvem uma explosão e vão correndo até lá. Como faltam dois minutos para sua morte, Wally tem uma ideia e diz para Jay e Max voltarem para o necrotério, pois provavelmente o corpo que está ali ainda está vivo. Eles vão para lá enquanto e ao chegarem Wally desperta, dizendo que seu plano deu certo. Ele sai de lá e corre para o local da luta. Aproveitando uma explosão, ele corre tão rápido fazendo impossível que a Roupa e o seu eu passado o vejam, mandando vibrações opostas na estrutura molecular do outro Wally enquanto toca o corpo dele, para que assim ele desacelere até ficar completamente e cair em um breve estado de coma. Tendo conseguido fazer o que queria, Wally corre para longe do local, e enquanto a Roupa teleporta o outro Wally para uma hora no passado, ele perde o controle após ser atingido por uma pedra na cabeça advinda da explosão e fratura as duas pernas em várias partes.
Wally tem as duas pernas engessada e é obrigado a ficar de repouso em sua casa até que seu metabolismo acelerado cure suas pernas em pelo menos uma semana. Em sua casa ele combina com Jay, Max e Bart para que eles se passem por ele, assim poderão surpreender a Roupa e derrotá-la. Enquanto os três vão enfrentar a Roupa, Wally se sente frustrado por ter que ficar parado sem fazer nada, no entanto ele descobre que pode usar a Força de Aceleração para ajudá-lo, e extrai energia dela para construir um uniforme, quase semelhante ao seu uniforme de Kid Flash só que dourado, que o faz andar e correr de novo. Ele vai até a Iron Heights, onde a Roupa, possuindo Max, libertou alguns internos. Wally dá um pouco do poder da Força de Aceleração para Jay enquanto vai atrás da Roupa. Ele consegue arrancar Max dela, que explica que é uma criatura elétrica vinda de outro mundo que veio para nosso na noite em que Meriwether foi morto.
A Roupa vai atrás de Jay, possuindo-o. Como a Roupa suga a energia vital da pessoa que estiver usando-a, e só não matou Max por estar se alimentando de sua conexão com a Força de Aceleração e não de sua energia vital, Wally se oferece para ser o usuário da Roupa a fim de poupar Jay. A Roupa o possui, mas Wally usa sua vibração para destrui-la.

### O Flash Negro e o Casamento (1998)
Wally e Linda estão em um churrasco com Jay, Max, Jesse e Bart. Além deles, Wally convidou Iris para vir. Ele conversa com ela, dizendo que foi uma ótima ideia tê-la convidado, ao que ela diz que ela não se isola por ser divertido, mas por ser do futuro e ter medo de acabar revelando algo que não deva. Após Linda sair para entrevistar o Capitão Frio, Jay conversa com Wally, dizendo que por ele e Linda estarem namorando já há muito tempo está mais do que na hora de ele pedi-la em casamento. Inicialmente ele não dá muita atenção a isso, mas mais tarde, enquanto auxilia Jay a deter um roubo, ele pede o conselho dele para relacionamentos, pois já que ele e Joan são casados há 50 anos ele quer saber como eles fizeram para o relacionamento dar certo. Jay responde que não é algo complicado, ao que Wally diz que entende, mas como manter a relação com o estilo de vida que eles têm, usando como exemplo o que aconteceu com Barry e que ele não quer que Linda passe pela mesma coisa que Iris passou.
Jay então diz que a Terra é quase destruída a cada minuto, sendo assim ninguém sabe quando tempo resta. Wally então revela que três minutos antes comprou um anel e irá pedir Linda em casamento no jantar, e Jay o parabeniza, desejando-lhe sorte. Enquanto se prepara para o pedido, Wally passa o dia realizando suas tarefas como o Flash. Após enfrentar e derrotar o Mago do Tempo, Wally vai encontrar Linda, mas é abordado por Jesse e Max que explicam que viram um borrão na foto de Wally no churrasco, e este mesmo borrão foi visto na última foto de Barry. Quando Wally diz que estava indo encontrar Linda, os três vão para o local do encontro e descobrem que seja lá o que estava atrás de Wally a matou.
Após o funeral dela, Wally deixa de ser o Flash, põe a casa deles à venda e consegue uma vaga para professor de ciências em uma universidade. Enquanto ele arruma suas coisas, Jesse vem falar com ele, pois não quer que ele vá embora. Após conversar com ela, ele vai para a estação de trem e é abordado por Bart, que também não quer que ele vá embora, chegando a acorrentá-lo em público. Após Wally pedir para ele tirar as correntes, os dois vão comer em uma lanchonete na estação. Enquanto conversam, o tempo para e Wally se depara com uma criatura, um Flash Negro. Wally foge dele e é quase pego, mas é salvo por Jay, que explica que Max sentiu um distúrbio na Força de Aceleração desde que o Flash Negro veio para a nossa dimensão. Para proteger Wally, Jay o tranca na despensa da estação.
Depois de alguns minutos ele decide sair de lá e faz o Flash Negro correr atrás dele. Wally corre tão rápido que acaba abrindo um portal e entrando na corrente do tempo, avançando até o fim da existência, conseguindo assim deter o Flash Negro. Ao retornar pra o presente, ele consegue salvar Linda, que estava presa na Força de Aceleração. Horas depois ele a pede em casamento.

Wally e Linda se casam.

A cerimônia ocorre na semana seguinte, com todos os entes queridos de Wally e Linda aparecendo. Quando eles realizam o voto, no entanto, um clarão surge. Wally está em sua casa, usando seu uniforme e não se lembra do que houve. Ele apenas lembra do nome de Linda, e ao ligar para Dick Grayson para saber se ele já ouviu falar no nome, Dick responde que não conhece nenhuma Linda.

### Cobalto Azul (1998-1999)
Wally vai até o Museu do Flash que acabou de explodir. Os bombeiros apagam as chamas enquanto Wally retira os feridos. Dentro do Museu ele encontra a policial científica Angela Margolin, que estava investigando um dos artigos do museu que está envolvo por uma chama azul. Ela pergunta se ele já viu isso antes e ele diz que o artigo, que é uma pequena escultura dos Três Macacos, e ele responde que sim e que tinha a escultura desde que era criança. Voltando a falar sobre a chama azul, ele diz que isso o lembra de algo, e então vai embora dizendo à Angela que irá assumir daqui. Wally vai visitar Jay para que o ajude a saber quem poderia ter feito isso. Jay sugere o Sr. Elemento e o Dr. Alquimia, mas Wally responde que os dois não estão mais em atividade. Ele então diz a Jay para ele e Joan tomarem cuidado. Jay diz para Wally relaxar, pois eles podem lidar com isso, e que há muito mais na vida do que ficar no trabalho de herói 24 horas por dia. Wally pergunta se isso significa que a Joan vai tentar apresentar uma garota para ele de novo, ao que Jay responde que Joan acha que há algo faltando se não se tem uma vida normal, algo que ele concorda.
Wally usa a sua "sala de guerra", uma sala com monitores em todos os lados para que ele possa saber quando uma ameaça estiver acontecendo. Um dos canais que ele tá assistindo mostra que houve explosão numa casa e que foi visto uma chama azul, ao que os bombeiros estão suspeitando que tenha sido causada por vazamento de gás. Wally lembra que a casa atacada era a antiga casa de Barry e Iris, e nota que chama azul é composta de cobalto azul. Ele vai para o Departamento de Polícia de Central City, mandando a todos que saiam de lá. Ele vai para a sala onde Barry trabalhava e vê Angela sendo atacada por um homem fantasiado cuja cor do uniforme é azul. Wally joga o homem para fora da janela e corre para pegá-lo antes que ele se choque no chão. O homem se mostra impressionado em ver o quanto Wally cresceu e se teletransporta.
Wally e Angela vão para a sala dela, que era a antiga sala do Barry, para investigar as propriedades da chama azul. Como não há traços conhecidos dessa energia, eles pressupõem que ela é mágica. Já que o tal homem está atacando os lugares nos quais Barry viveu, ele vai para o cemitério onde o túmulo dele está, sendo abordado pelo homem. Neste momento Wally se lembra de que o homem é um vilão chamado Cobalto Azul, o qual Wally e Barry enfrentaram juntos algumas vezes até que ele desapareceu. Como as chamas que Cobalto libera diminuem o poder de velocidade, Wally apenas corre de forma a não ser atingido. De repente, enquanto corre, Wally vê uma garota vestida quase que igual a ele quando ele era o Kid Flash e o chamando de pai. A garota misteriosamente desaparece e Wally é atingido pelas chamas, ficando lento e se chocando contra a lápide de Barry.
Wally pergunta quem é ele e Cobalto Azul retira a máscara, revelando ter o rosto de Barry Allen e dizendo que seu nome é Malcom Thawne. Malcom explica que ele veio de uma família abusiva que o usavam para que ele conseguisse atrair pessoas que caíssem nas falsas promessas de cura de seu pai, Hugo Thawne. Todos eles tinham o poder de manipular a chama azul, um poder que todo Thawne tinha acesso, mas ele nunca conseguiu. Quando ele tinha 17 anos, ao pedir para sua mãe, Charlote, ensiná-lo o poder da chama azul ela disse que não iria perder tempo ensinando esse poder a ele, pois ele nunca foi deles, mas sim adotado. Malcom saiu de sua casa e foi para a pequena cidade de Fallville, que foi onde ele nasceu, mas também onde Barry nasceu. Ele foi para o hospital da cidade conversar com o Dr. Asa Gilmore, que costumava realizar os partos na cidade. Ao confrontar Gilmore sobre o que aconteceu, Malcom descobriu que na noite em que Nora Allen deu à luz Barry, ela estava grávida de gêmeos, e mesmo Henry Allen sendo um médico o parto seria arriscado. Gilmore estava bêbado quando realizou o parte de Nora e o parte de Charlote Thawne, e ao realizar o de Charlote ele acabou fazendo o bebê se enforcar no cordão umbilical. Gilmore então pegou um dos bebês de Nora, dizendo a Nora e Henry que ele tinha falecido, e o deu para os Thawne.
Depois de Malcom ter matado Gimore em um surto de raiva, ele passou alguns anos viajando pelo mundo, até que decidiu encontrar Barry, mas não conseguiu ir em frente por sentir inveja de ele ter uma vida feliz e ser um policial, enquanto ele estava à margem da lei e era infeliz. Ele então passou a aprender a odiar Barry e passou a trabalhar como faxineiro no Laboratório da Polícia Científica, testemunhando Barry ser atingido por um raio e ser agraciado com o poder da velocidade, tornando-se o Flash. Com Barry sendo um herói e sendo amado por todos, tendo uma mulher que o amava, tendo tudo enquanto ele não tinha nada. Nisso Malcom recorreu à mãe de Hugo, que fora quem havia lhe ensinado o poder da chama azul, ele pediu a ela para que ela o ensinasse tal poder. Malcom descobriu que para manipular a chama, bastava usar a paixão, seja em qual forma fosse, e no seu caso era a raiva que ele sentia por Barry, a qual ele depositou em uma pedra de cobalto azul para canalizar o seu poder. A mãe de Hugo então lhe disse uma profecia, de que a chama azul iria queimar por mil anos, garantindo o desejo dele, mas consumindo dois Flashes antes de tomar a vida de Barry Allen.
Por isso Malcom os enfrentara havia anos, mas ele diz a Wally que a profecia estava errada, caso contrário eles não teriam derrotando-o. Aproveitando que Malcom está destruído, Wally ataca Malcom, dizendo a ele que o plano dele de nada irá adiantar, pois Barry já está morto. Wally arranca a pedra de cobalto azul do peito de Malcom, enquanto ele continua a gritar a profecia de que dois Flashes irão perecer e Barry será destruído.

### Corrente Elétrica (1999)
Pensando na profecia que Malcom lhe disse, Wally decide entrar na Força de Aceleração para saber o que acontecerá, vendo que nos próximos 10 séculos haverá outros Cobaltos Azuis que continuarão com a missão de Malcom de matar o Flash. Wally procura Jay para ajudá-lo na missão de resgate dos Flashes do futuro, explicando a ele sobre o Cobalto Azul e em como o poder dele irá afetar os outros Flashes. Eles combinam de se encontrar no Departamento de Polícia de Central City enquanto ele vai recrutar outra pessoa. Wally então vai para a Quickstart conversar com Jessie, que está tentando impedir que o vírus de uma empresa rival acabe com os arquivos da empresa. Para ajudá-la, Wally toca nos cabos de energia e usa a sua energia para embaralhar o sinal que está sendo enviado pela fonte do vírus, assim danificando o vírus e fazendo com que Jessie possa identificar quem foi que o plantou. Ele então pede a ajuda dela e explica sobre o Cobalto Azul e a profecia dele. Ele pede a ela para que o encontre em uma hora no Departamento de Polícia de Central City e vai procurar Max e Bart, que estão no meio de um assalto a banco. Depois de Wally derrotar os bandidos, assim poupando Bart e Max de terem que revelarem suas identidades, Wally conta a eles sobre o Cobalto Azul e a profecia, pedindo a eles que o encontre em uma hora no Departamento de Polícia.
Uma hora depois, Wally mostra a eles a prisão vibracional que ele criou para conter o Cobalto Azul. Ele a toca e a deixa transparente para que eles vejam o rosto dele. Inicialmente eles pensam que o Cobalto é Barry, mas Wally explica a eles a história de Malcom. Jessie pergunta se Barry já não está morto, ao que Wally responde que sim, porém antes de voltar para o nosso tempo para se sacrificar na batalha contra o Antimonitor, Barry passou um mês com Iris no século XXX, e ele teme que algum descendente do Cobalto Azul possa causar problemas para Barry no futuro. Sendo assim ele diz a eles para eles auxiliarem os Flashes do futuro em suas batalhas contra os Cobaltos Azuis, e fazê-los auxiliar outros Flashes do futuro, formando assim uma corrente elétrica que irá extinguir a chama azul do Cobalto Azul. Jay pergunta como eles poderão viajar para o futuro sem a esteira cósmica, já que ela foi destruída quando o Cobalto Azul explodiu o Museu do Flash. Wally diz que viajou para o passado para pegar a esteira pouco antes da explosão. Ele faz uns ajustes e os cinco vão para a corrente do tempo.
Wally vai para o século 853, indo para o planeta Mercúrio, e encontra o Flash John Fox, contando a ele sobre o Cobalto Azul. Ele dá a John um pedaço da pedra de cobalto, algo que Jay havia sugerido antes de eles viajarem para o futuro de forma que tornasse mais fácil localizar cada Cobalto Azul no futuro. Wally segue para o século XXV, encontrando Eobard Thawne, a quem ele de suspeitar que seja um descendente de Malcom seja também o Cobalto Azul dessa era. Eobard, confundido-o com Barry, o salva dizendo que não irá enfrentá-lo agora, pois está ajudando a polícia a enfrentar o Cobalto Azul. Em meio a luta, Wally conhece o filho do Cobalto Azul, Simogyn Allen, que explica que seu pai, Chardaq Allen, se tornou o Cobalto Azul após ter perdido a velocidade dele há anos e decidiu usar a pedra de cobalto azul que estava na família há séculos. Wally tenta enfrentar Chadaq, mas ele o ataca e Eobard aproveita a distração dos dois e pega a pedra para si.
Devido à influência da pedra, Eobard tenta matar Simogyn, mas Chadaq recupera sua consciência e usa o poder da chama azul para impedir Eobard. Enquanto Simogyn socorre seu pai, Wally vai atrás de Eobard que acabou de usar a esteira cósmica para viajar para o futuro. Wally acaba indo para em um templo no ano de 2980, onde Malcom aparece diante de um grupo de culto onde ele diz que a profecia está para se realizar graças à morte de Don e Dawn Allen, os filhos de Barry Allen. Wally nota Eobard escondido do outro lado da sala, querendo pegar a pedra para ele. No momento em que ele vai até ela, Wally o ataca e quase faz com Eobard o mesmo que ele fez com Iris, mas ao invés disso ele destrói a pedra de cobalto azul e leva Eobard de volta ao século XXV. Ele continua correndo para avisar os demais Flashes até que volta para o século XXX, encontrando Bart, XS e sua futura filha, Iris West, que estão brigando entre si. Wally nota que os pedaços da pedra que eles têm estão emitindo uma luz, e ele deduz que os pedaços estão alterando eles. Ele manda eles soltarem, mas Wally é atingido por uma chama azul. Ao se levantar, ele se depara com todos os Flashes liderados por Jay que se tornaram os hospedeiros do espírito de Malcom.
Barry vem ajudá-lo, e após ouvir um deles chamando-o de West pergunta se ele é Wally. ao que Wally responde que sim. Os dois então enfrentam juntos a legião de Flashes, mas por serem muitos, Wally os despista e foge com Barry para o Museu do Flash, que está com robôs para proteger o local já que o local está fechado. Wally pergunta se há mais alguma sistema de defesa e Barry responde que nunca veio para o Museu, pois há coisas ali que ele não está pronto para saber. Wally diz que Barry está certo e pede desculpas, mas que não teve outra opção. Wally pega um dos aparatos do Mestre dos Espelhos para torná-los invisíveis, assim quando os dois dos Flashes entram no museu eles não os veem. Barry pergunta quando Jay se tornou mal e Wally explica que isso aconteceu há poucos minutos em função do fragmento de uma pedra de um vilão chamado Cobalto Azul, que depositou seu espírito e sua raiva na pedra. Barry pergunta se Wally tem alguma ideia de como detê-los e Wally pergunta se há algum herói a quem eles possam recorrer. Barry responde dizendo que não, e que a única pessoa que ele conhece ali é Iris e eles não devem envolvê-la nisso de jeito nenhum, embora ela se orgulharia do quão longe Wally chegou.
Wally fica embaraçado com o que Barry disse e Barry justifica dizendo que foi impressionante o modo com Wally lidou com a situação. Wally grita dizendo que sente muito, e Barry diz que não está ofendido, mas orgulhoso de Wally ter assumido o manto de Flash. Barry diz a Wally que passou pela mesma situação em relação a Jay, pois no período em que foi atingido pelo raio, Jay havia desaparecido, e além dele ter tomado o nome para si, ele também mudou o visual do uniforme, sem contar a imprensa enfatizando o quanto ele era mais rápido que Jay quando ele estava em se auge. Isso tudo pesou quando eles se conheceram de verdade pela primeira vez, com Barry sentindo medo de que Jay fosse ter algum ressentimento, mas ele acabou aprovando Barry se tornar o Flash dizendo que agora poderia finalmente relaxar.
Os dois conversam sobre o que farão agora para deter os Flashes e Wally decide usar a arma do Capitão Frio para primeiro libertar Jay da influência do Cobalto Azul. Ele atira em Jay, congelando o seu tronco, e quebra o bloco de gelo que se formou ao redor já que em seu peito estava o fragmento da pedra de cobalto azul. Com Jay livre da influência do Cobalto Azul, Barry lidera Jay e Wally para que juntos enviem uma frequência vibratória de forma a desprender os fragmentos da pedra de cobalto azul dos Flashes. Quando eles conseguem todos eles voltam para suas linhas do tempo respectivas, restando apenas Barry e Wally. Wally, feliz, diz o quanto a aventura de hoje significou para ele e que haja o que houver os últimos dias de Barry serão os mais felizes que ele terá. O Pária de repente aparece dizendo que não haverá futuro, apenas noites sem fim. Wally diz que isso é impossível, pois a Crise já aconteceu. Confuso, Barry pergunta do que se trata e Wally diz que não sabe o que é. Pária desaparece e o espírito de Malcom surge na forma de uma chama azul, aproveitando que Barry e Wally estão distráidos, e lança sua chama em Barry incinerando-o antes que Wally possa fazer alguma. Com Barry morto, a história muda e Wally testemunha o Antimonitor ressurgir.
Wally faz o possível para escapar do Antimonitor e de seu exército, até que ele consegue voltar no tempo indo para o momento da batalha contra o Antimonitor, que devido à ausência de Barry está em vantagem maior do que os heróis. Wally, vibrando de forma a não ser visto pelo outros, consegue arrebentar a carcaça do Antimonitor, no entanto ele ressurge na forma de pura energia e desintegra os heróis. Wally então volta para o momento no qual Barry iria destruir o canhão do Antimonitor, tendo ele mesmo que desempenhar essa tarefa já que Barry está morto. Mas ao fazer o mesmo que Barry fez, a carga vibracional de Wally faz com que o canhão exploda e atinja a Terra. Wally novamente volta no tempo, desta vez conseguindo voltar para o momento em que Malcom iria matar Barry. Ele consegue impedir que Barry seja morto, indo tão rápido que Barry nem percebe ele chegando, e agarra a essência de Malcom, correndo o mais rápido com ela, fazendo com que Malcom absorva todo o seu poder enquanto Wally começa a se desfazer. Wally se desfaz, tornando-se apenas um raio entrando na Força de Aceleração.

### Walter West (1999-2000)
Ao invés de permanecer na Força de Aceleração, Wally volta para a Terra, reencontrando Linda e encontrando um outro Wally. Wally é atacado por seu sósia, mas consegue pegar Linda e despistá-lo, levando-a para o local que deveria ser a casa deles, mas ao invés de a casa estar lá, em seu lugar está uma mercearia. Linda,, percebendo que Wally se lembrou da casa, pergunta a ele se ele lembra dela. Sem saber o por que de ela estar perguntando isso, ele diz que ela é Linda Park, a quem ele ama, e que eles estavam no casamento deles. Wally então se lembra de que ela desapareceu no dia da cerimônia, perguntando como ele pode ter se esquecido dela e do casamento. Linda explica que ela foi tirada do tempo e espaço, mas que havia conseguido escapar e veio parar nessa Terra, uma Terra alternativa onde Linda Park foi morta pela Kobra e Walter West, a contraparte de Wally nesta Terra, enlouqueceu e se tornou um justiceiro e pensa que Linda é a Linda dele que morreu ressuscitada.
Wally pergunta se ele a machucou e ela responde que não, dizendo que está segura agora que ele está aqui. Ela pergunta como ele conseguiu encontrá-la, ele diz que não sabe muito bem, explicando que se lembra de estar enfrentando o Cobalto Azul, usando todo o seu poder para derrotá-lo, o que o levou para a Força de Aceleração, mas de alguma forma ele veio parar nessa terra alternativa. Wally e Linda teorizam que possa ter sido o amor de Wally por ela que o atraiu para este mundo, já que da última vez que Wally ficou preso na Força de Aceleração foi o amor dele por Linda que o fez se sair de lá. Walter ataca Wally dizendo que ninguém irá tirar Linda dele. Wally tenta conversar com ele, explicando que ele é o Walter de um universo paralelo. Walter não acredita e Wally pede para que ele acredite nele, dizendo que eles crescerem em Blue Valley, a primeira garota que beijaram foi Janet Heaterson, quando eles tinham 10 eles abriam o presente de natal antes da hora e levaram bronca de seus pais e odeiam viagem no tempo por causa do que aconteceu quando eles viajaram no tempo na primeira vez. Wally então diz que há algumas diferenças como ele tendo olhos verdes e seu nome ser Wallace enquanto Walter tem olhos azuis, mas que também ele jamais se tornaria o que Walter se tornou.
Walter então ataca Wally com uma fúria insana, dizendo que Wally não sabe o que é sentir a dor da morte de Linda por ter sido bonzinho com os inimigos, e que ele após ter enganado Savitar para que ele fosse o mestre dele, ele o matou. Linda intervém, jogando uma pedra em Walter perguntando se ele irá matar Wally da mesma forma que matou Savitar, e perguntando se ele realmente acha que ela ficaria com ele depois do que ele se tornou. Walter larga Wally e eles logo são atacados pro Abra Kadabra, que se revela o responsável por ter sequestrado Linda e ter feito o mundo se esquecer dela. Walter ataca Kadabra em uma fúria cega e decide ajudá-lo, pois tem que Walter não sairá vivo. Ele então vibra suas moléculas de forma a se fundirem temporariamente com as moléculas de Walter, fazendo eles se tornarem um só corpo e compartilhar suas memórias. Depois que eles se separam e derrota Kadabra, Walter agradece pelo que Wally fez, dizendo que sua raiva foi embora, e pede desculpas a Linda pelo que fez. Enquanto estão distráidos, Kadabra ressurge e incinera Wally e Linda. Kadabra escapa e Walter vem para a nossa Terra para encontrar Kadabra e vingar a morte de Wally e Linda.
No entanto Wally e Linda sobreviveram, pois Wally vibrou as suas moléculas e as de Linda, se preparando para deixar aquela dimensão e voltar para a dimensão deles. Mas por exaustão, Wally e Linda acabaram se tornando espectros e ficaram presos entre as dimensões. Após Walter ir para a dimensão deles, eles tentaram voltar, mas atravessaram várias dimensões até que conseguiram voltar para casa. Wally conseguiu se materializar, mas Linda não, já que o mundo ainda havia esquecido de sua existência, com exceção de Bart, que sabia de Linda por ele ser de fora do tempo. Reunindo-se com Jay, Walter e os demais, Wally planejou uma forma de montar uma armadilha e fazer com que Kadabra desfizesse o seu encanto e trouxesse Linda de volta. Wally se passou por Eobard Thawne e se juntou ao grupo de vilões que Kadabra havia recrutado para matar Walter. Depois que ele torturou Walter, Wally provoca Kadabra, dizendo que ele é uma farsa e que não existe nenhuma Linda, o que faz com que Kadabra seja tomado por ira e desfaça o encanto, materializado Linda.
Kadabra tenta atacá-los, lançando um encanto que fará o mundo se esquecer deles, mas eles consegue fazer o encanto afetar somente o Kadabra, fazendo com que ele perca sua memória. Wally e Linda se reúnem para terminar a cerimônia de casamento, enquanto que Walter é obrigado a voltar para a sua dimensão, pois a sua presença estava começando a causar um desequilíbrio no continuum espaço-tempo.

### Sangue irá Correr (2001)
Wally e Linda estão assistindo a uma partida de hóquei, porém Jessie, para quem eles haviam reservado um lugar, ainda não apareceu. Ela liga para Wally explicando que há uma supervilã tentando atacar o chefe da empresa com a qual a Quickstart, empresa de Jessie, fará uma fusão. Depois da ligação, Wally nota que Leonard Snart, o Capitão Frio, está sentado do outro lado da quadra, mas antes de dar uma conferida, um segurança vem falar com ele para pedir a ajuda dele para resolver um problema na Keystone Motors. Ao ir para lá ele impede que dois policiais sejam alvejados por uma gangue. Um deles se apresenta a ele dizendo que seu nome é Fred Chyre, enquanto que Wally reconhece a parceira de Fred, Julie, uma garota que Wally teve um breve envolvimento amoroso antes de conhecer Linda.
Enquanto ele tenta conversar com ela, Wally é abordado por sua outra ex-namorada, Francis Kane, que agora utiliza o pseudônimo de Magenta, que diz que veio para ajudá-lo. No mesmo instante a líder da gangue aciona um explosivo preso em seu corpo. Wally não tem tempo de salvá-la, mas consegue levar a bomba para outro local. Retornando para o armazém Wally encontra um corpo, que segundo Julie foi esfaqueado múltiplas vezes. Ela diz que viu algo semelhante em Nova York e que estava ligado a um ritual satânico. Saindo do armazém com eles, Wally presencia o ex-vilão Keith Kennyon organizando uma greve contra a Keystone Motors. Por causa do passado dele como vilão, Wally supõe que ele possa ter algo a ver com o que aconteceu, mas Chyre pede a ele para que não faça nada. Francis perde controle dos seus poderes quando Julie coloca uma algema nela para que ela responde pelos seus crimes, mas Wally a acalma e ela entre de boa vontade na viatura. Wally pergunta a Julie se Chyre está bem, ao que ela responde que ele apenas terá que ir ao dentista e que Wally deveria ir à delegacia no dia seguinte para checar como ela está. Ele tenta se desculpar por ter magoado Julie no passado, mas ela diz que não quer ouvi-lo, pois ela e Francis foram apenas umas da longa lista de mulheres que passaram na vida dele.
No dia seguinte, como o combinado, Wally vai até a delegacia de polícia para saber se Francis está bem, mas é informado através do Detetive Morillo de que os trabalhadores na prefeitura foram vítimas de um chacina. Caminhando pelo corredor, Wally nota um dos funcionários da delegacia encarando-o, assim como os demais policiais. Ele pergunta a Morillo se ele tem alguma coisa no uniforme para as pessoas ali estarem encarando-o, e Morillo explica que todos ali tem trabalhado exaustivamente para encontrar a razão por trás dos assassinatos, já que todos são aleatórios, não importando o sexo, idade ou a classe social, mas ele descobriu a conexão que todas as vítimas, e essa conexão é justamente o Flash. Wally pergunta como exatamente e Morillo pergunta se ele se lembra de Jay e Karen Van Wick, e Wally responde que sim e que eles mandam um cartão de natal todo inverno, pois ele os salvou de um acidente de trem ocorrido há quatro anos. Morillo então pergunta se ele se lembra de Adam Burwell. Inicialmente ele não se lembra, até que Morillo diz que era um garoto de 15 anos que foi viver em local abandonado perto de Iron Heights, e então Wally se lembra, dizendo que o garoto era um grande fã de futebol. Percebendo onde Morillo está querendo chegar, Wally pergunta se esse grupo está indo atrás daqueles que ele resgatou, e Morillo responde que alguém está desfazendo o trabalho dele. Os dois entram no necrotério e Wally vê dezenas de corpos.
Wally pede a Morillo que o deixe investigar a cena do crime, e, enquanto corre e estuda o livro de Ciência Forense, ele leva uma lista de 100 pessoas que ele salvou que podem ou foram alvos desse grupo. Wally vê na lista o nome de Julie e vai até o apartamento dela, que agora é uma cena de crime, pois ela foi assassinada também. Ele encontra Chyre lamentando pela morte da parceira e diz que sente muito. Chyre conta a Wally que o avô dela foi o primeiro parceiro dele, tendo ensinado tudo o que ele sabe, e ele quis retornar o favor tendo Julie como parceira. Ele então diz que sabe que os dois tiveram algo e que Wally terminou abruptamente, mas que apesar de tudo Julie nunca o odiou. Wally agradece pelo que Chyre contou e diz promete que irá encontrar quem fez isso.
De volta à delegacia, Wally conversa com Francis, pedindo desculpas a ela por em parte ter sido responsável ao que aconteceu com ela, já que quando ela manifestou os poderes dela, ele a tentou transformá-la no que a namorada do Kid Flash e não a amou de verdade. Francis diz que está tudo bem, e então ela é tomada por Magenta, sua personalidade psicótica. Wally consegue atacá-la e percebe que a coloração dos olhos dela está diferente, e ela em seguida diz a ele que as Crianças de Cicada o amam. Os dois continuam se enfrentando na delegacia até que Francis faz Wally desmaiar ao pressionar o ferro no sangue dele. Wally acorda mais tarde em um local, uma espécie de santuário, com várias pessoas prestando adoração a ele. Atrás dele um homem se apresenta como Cicada, dizendo todos ali são os servos dele. Wally pergunta o que ele quer e Cicada responde que está apenas fazendo o que ele deseja. Wally pergunta o que é e Cicada chama um dos jovens ali, que ao se aproximar é apunhalado no peito por ele. O ferimento transfere uma energia para o punhal e Cicada injeta essa energia nele próprio enquanto conta sua história para Wally, dizendo que a esposa dele morreu muito jovem e que ele quis morrer, mas durante uma noite chuvosa foi atingido por um raio e teve uma visão de que ele e sua esposa viveriam para sempre. Mas a única forma possível para alcançar a imortalidade é através do sacrifício, e que a energia que ele acumulou junto com a energia vital de Wally será o suficiente para trazer sua esposa de volta à vida.
Ele enfia a faca no peito de Wally e com a energia que rouba dele ele consegue trazer sua esposa de volta à vida, mas assim que ela é ressuscitada ela o ataca. Chyre e Morillo entram no local para resgatar Wally. Antes que Francis possa atacá-los, Wally mistura a sua aura elétrica com a aura magnética dela fazendo com que ela atraia todos os objetos de metal para ela. Cicada e sua esposa continuam se enfrentando, e ela revela que foi ele quem a matou. Cicada a beija e suga a energia vital dela e enfrenta Wally, que descarrega toda a sua energia nele e o deixa sem poderes. Após ele ser levado preso, Wally se encontra com Linda, que está de frente para os escombros da casa deles que foi destruída por um dos seguidores do Cicada. Ele diz a ela que o encontro com Cicada o fez perceber que ele não quer ser idolatrado, mas sim viver como um homem comum e pede a ela para que eles vejam um lugar para morar no subúrbio, e ela aceita o pedido dele.

### Fogo Cruzado (2002)
Wally e Linda estão na sacada de seu apartamento e conversam sobre Joan Garrick, a esposa de Jay, estar com câncer. Linda diz que de acordo com Iris e Jay, Joan está se tratado com um ótimo especialista, mas Wally diz que não é só os Garrick que o está preocupando, mas também os amigos Flautista, Chunk, Jesse, Max Mercúrio que desapareceu recentemente e Victor Stone. Ele pergunta se Victor retornou as ligações dele e ela responde que não. Ele se despede dela e avisa que vai se encontrar com Hunter Zolomon sobre o caso do Flautista. Wally chega à delegacia que está completamente vazia. O telefone toca, e ao atender alguém diz a ele para olhar para o vidro. Ele olha para o vidro da porta e vê Victor e os demais policias presos ali dentro. O Mestre dos Espelhos aparece no vidro de porta e diz que Chyre e Morallio estão sendo sob os cuidados do amigo dele, e a menos que ele os queira mortos ele deverá encontrá-los onde ele quiser. Wally diz para ele que ele cometeu um grave e atravessa a porta, indo para a localização do Mestre dos Espelhos. Mas ao chegar lá, o Mestre dos Espelhos foge para outro espelho e diz que a Galeria de Vilões não está de brincadeira.
Espelho ressurge acompanhado da nova Galeria de Vilões formada por ele, Trapaceiro, Magenta, Viga, Mago do Tempo, Ferreira e Murmúrio. Murmúrio o infecta com um vírus que dentro de alguns minutos irá danificar os pulmões dele. Ele foge deles e dá de cara com o Pensador, que diz que está controlando toda Keystone City. A Galeria chega e tenta enfrentar o Pensador para matar Wally. Ele corre, vendo todos os cidadãos em estado vegetativo graças ao Pensador, e vai para o STAR Labs e começa a sufocar por causa do vírus. O Pensador mostra para ele o local do complexo onde há a cura para o vírus, e após Wally injetar a cura ele pergunta por que ele o quer vivo, ao que o Pensador responde que precisa dele vivo. Wally pergunta o que ele é e o Pensador conta que ele um dia foi um advogado chamado Clifford Devoe que encontrou um dispositivo para aumentar a inteligência dele e o usou para cometer crimes, mas quando ele morreu sua mente ficou no dispositivo. Quando o dispositivo foi usado no sistema de segurança da Sociedade da Justiça, ele conseguiu se reconstruir como um holograma e retornou para Keystone City. Wally pergunta se ele está aliado à Galeria e ele responde que não pretende mais se aliar à humanos, apenas que precisa se tornar mais perto, de mais espaço de memória e de outras coisas.
Wally olha para Jerry e Tina e pergunta o que o Pensador fez com eles. Ele tenta tirar os plugs das cabeças deles, mas o Pensador diz que seria melhor se ele não remover os plugs. Ele explica que o cérebro tem um vasto segmento não utilizado e que esse segmento tem um espaço maior que o de qualquer outro computador, e como Keystone é uma cidade industrial e com a extensa população que existe ali não foi difícil se conectar a eles, e ele diz que explicou isso para a esposa de Wally. Ele corre para o apartamento dele e também vê Linda "plugada". O Pensador aparece no apartamento e diz que se Wally tentar retirar os plugs Linda perderá toda a memória dela. Wally pergunta o que ele quer e o Pensador responde que quer a velocidade e o cérebro dele. Ele olha para o céu e vê que está de cor prata. O Pensador explica que a Galeria colocou uma redoma ao redor Central City e Keystone City, e que ele permitiu eles fazerem isso já que quem está dentro da redoma não poderá sair, o que inclui Wally. Ele manda Wally ir para a Fábrica da Keystone Motors no distrito 242, se não ele fará com que toda a cidade fique em estado vegetativo.
Wally chega lá e pede para fazer um trato: libertar os cidadãos de Keystone e a mente dele será dele. O Pensador recusa o trato e pluga a mente de Wally, usando-a como processador. A Galeria entra na fábrica e o encontra, mas o Pensador possui o corpo de Wally. Ele se "despluga" de Wally para lidar com a Galeria, e nisso Keith Kennyon o salva, levando-o para um local subterrâneo dentro da fábrica. Ele oferece um copo d'água para Wally e Wally nota que Keith está com parte da pele de cor dourada. Ele pergunta qual a história dele, e Keith conta que a Ferreira é a ex-esposa dele. Ele conta que eles se conheceram quando ele veio para Central City pela primeira vez, poucos anos após Barry Allen começar a combater o crime como o Flash e no auge da Galeria de Vilões original. Eles se apaixonaram e se casaram rapidamente, assim como se divorciaram rapidamente. Ele tentou convencê-la a deixar a vida de crimes para trás, mas ela não quis. Depois que ela o deixou, ela roubou o elixir que ele havia criado pra transformar sua pele em ouro e o alterou, fazendo com que ela se tornasse uma meta-humana com poder de fundir carne e metal.
Por conhecer a organização que Ferreira chefiava antes de se juntar à Galeria, ele sabe como desmantelá-la. Eles são encontrados por Pensador que está controlando o Mago do Tempo, mas Victor, que conseguiu sair do mundo do espelho graças a Chyre e Morillo, ataca Pensador com seu canhão de ruído branco. O Pensador ataca Victor, se conectando a ele, e Wally se permite ser plugado novamente, mas desta vez levando o Pensador para a sua mente. Acelerando sua mente, Wally consegue sobrecarregar o Pensador e o derrota, fazendo com que ele desconecte de Keystone. Com o Pensador derrotado, Wally, Victor e Keith vão enfrentar a Galeria. Victor é quase morto por Magenta e Wally o leva para Jerry e Tina. Retornando para enfrentar a Galeria, Ferreira lança sua organização para atacar Keystone enquanto a Galeria escapa. Enquanto Wally os enfrenta, Keith traz os trabalhadores e os empresários de Keystone City e de Central City para enfrentar a organização da Ferreira. Após derrotar a Ferreira e a organização dela ser subjugada pelos cidadãos, ele vai para o STAR Labs, onde eles checando Victor que sofreu uma mutação em seus componentes cibernéticos após o confronto com o Pensador e fizeram uma série de testes em todos os que foram "plugados" por Pensador. Tina diz a Linda e Wally que descobriu algo enquanto estavam fazendo os exames nela. Linda pergunta o que é e Tina responde que Linda está grávida.

### Zoom (2003)
Wally se encontra com Jay, que o agradece por tê-lo ajudado com o conserto do carro e diz que não sabia que Wally era bom em mecânica. Wally explica que chegou a fazer um curso de mecânica quando morava em Nebraska, e que por estar morando em Keystone passou a aprender mais sobre a área. Ele diz a Jay que está feliz que ele e Joan estão de volta a Keystone, com Jay dizendo que o câncer dela retrocedeu e ela está mais cheia de vida do que antes. Os dois vão para os escombros do que era o Museu do Flash, que de alguma forma foi destruído mais cedo. Jay diz que Hunter Zolomon, que foi encontrado em meio aos escombros mais cedo, teve sorte de estar vivo. Wally diz que não diria que ele teve sorte, levando em conta o que aconteceu de Hunter ter ficado paralítico após ter sido atacado por Grodd. Depois de serem perturbados por jornalistas, Jay leva Wally para sua casa, onde sua esposa Joan, Iris, Linda e Bart estão preparando uma refeição. Já com eles, eles perguntam o que Wally e Linda queriam dizer a eles. Wally diz que prefere esperar por Jessie, mas Linda pede que ele diga logo a eles e então e os dois anunciam que irão ser pais de gêmeos. Wally recebe uma ligação de Jessie, avisando que não poderá vir, pois está tendo que resolver assuntos pendentes da Quickstart.
Eles ouvem um estrondo sônico que se espalha por toda a cidade. Wally pede a Bart que cuide de Linda, Joan e Iris enquanto ele e Jay vão investigar o que está acontecendo. O estrondo faz um prédio em construção cair, mas Wally e Jay conseguem salvar os cidadãos antes que as vigas os atinjam. Wally vê Jay ser derrubado por alguma coisa e pergunta o que houve. Confuso, Jay apenas diz que foi algo forte e mais rápido que eles, pois ele nem viu um borrão chegar. Eles ouvem uma voz dizer "Zoom", e um novo estrondo sônico surge, ferindo Jay e arremessando-o para dentro de uma academia. Wally socorre Jay e escuta a voz de novo, até que ela se manifesta na forma de alguém vestido de amarelo, novamente repetindo a palavra Zoom. Wally diz que Zoom está morto, ao que a voz responde que não mais. Zoom foge lançando outro estrondo sônico que faz desabar o lugar.
Wally consegue sair de lá com Jay, que está acordado, e se encontra com Chyre e Morillo que perguntam a ele o que houve e Wally diz que foi Zoom. Jay pergunta se isso é alguma outra "dor de cabeça temporal" e Wally responde que não, pois este Zoom tem os ombros muitos largos e a voz era diferente, além de parecer que ele não conseguia controlar a velocidade dele. Um novo estrondo sônico surge e Zoom aparece com Linda, e ele derruba os policiais com outro estrondo. Wally e Jay avançam para cima dele, tentando absorver a energia cinética dele, mas Jay diz que não está conseguindo e Zoom o derruba. Wally tenta alcançar Zoom, mas não consegue, e pergunta o que ele quer. Zoom diz que Linda é como uma joia para ele, mas ele a deixa exposta ao invés de deixá-la trancada em um cofre. Ele ataca Wally e em seguida ataca Linda, estalando os dedos e e lançando um estrondo sônico nela. Wally tenta correr atrás dela e impedir que ela caia, mas Zoom o segura, perguntando se ele o quanto dói se sentir impotente e dizendo que por ele não ter segredos nem uma casa segura, é apenas questão de tempo até ela morrer. Ele foge e Wally leva Linda para o hospital.
Enquanto espera para saber o que os médicos irão falar, Jay e Bart o visitam e Bart se desculpa por não ter conseguido detê-lo. Zoom aparece no hospital dizendo que é doloroso ver alguém que você ama se machucar. Jay e Bart transferem suas velocidades para Wally e ele tenta enfrentar Zoom novamente, mas ainda assim não é o suficiente. Zoom diz que está além da velocidade, e, após ser atacado por ele, Wally vê um vislumbre de Hunter e pergunta Zoom o que ele fez com ele. Zoom explica que o que Wally viu é apenas uma janela do tempo e que Hunter está bem. Ele então tira a sua máscara revelando ser o próprio Hunter. Wally pergunta por que e diz que eles são amigos, e Hunter responde que é justamente por eles serem amigos. Ele diz a Wally que pediu a ele para que voltasse no tempo e o salvasse de ser atacado por Grodd, mas como ele havia se recusado, ele mesmo tentou ativar a esteira cósmica, fazendo com que ela explodisse e o transformasse no Zoom. Ele diz que precisa fazer de Wally um herói melhor, que irá tomar todos os riscos para ajudar pessoas como ele, e por isso ele deve aprender. Wally vê uma janela do tempo mostrando Barry e Hunter o ataca novamente e o segura pelo pescoço, dizendo que foi para o hospital e que Linda está viva, mas está sofrendo. Ele então diz que os médicos disseram a Linda que ela perdeu os bebês e que ele mesmo fez os testes e descobriu que Wally iria ter uma menina e um menino.
Ele diz que a primeira lição foi dada e agora chegou a hora da segunda lição, que é de aleijar Wally da mesma forma que ele aleijou, dizendo que ele não puder correr mais ele tentará correr de novo para mudar o que aconteceu. Ele pergunta a Wally se ele não voltaria no tempo para impedir o que aconteceu e o ataca com vários socos, até que vê uma janela temporal e começa a surtar, fugindo em seguida. Wally é encontrado por Jesse, que se desculpa por não ter vindo e o leva para o hospital. Lá, Jay informa que o estado de Linda está estável, apesar de ela ter perdido muito sangue e ter tido hemorragia interna. Ele diz que tem uma teoria sobre Zoom, dizendo que quando Hunter ativou a esteira cósmica, ele pode ter sido bem sucedido ao fazê-lo, mas quando a ativou um buraco de minhoca foi aberto e esse buraco criou uma ruptura no tempo. Em decorrência disso, eles não conseguiram roubar a energia cinética dele porque Hunter não está usando a Força de Aceleração, mas sim o próprio tempo para se mover. Bart fica sem entender e Jay ilustra o que ele está querendo dizer. Ele desenha na lousa uma linha reta e uma caixa no meio, dizendo que a linha é a linha do tempo na qual eles estão e que a caixa entre ela é o presente. Eles estão nessa "caixa", mas Zoom está fora dela, onde acabou se fundindo a um buraco de minhoca e por isso está se movendo à frente do tempo e está causando um desgaste no tempo. Wally deduz que seja por isso que as janelas temporais aparecem ao redor dele, e Jay diz que essas janelas ficarão maiores e irão estilhaçar o tempo. Wally diz que tem que encontrá-lo o mais rápido possível e Jesse diz que vai junto com, mas ele diz que não porque não quer que ela se machuque. Morillo diz a ele que verificou a ficha de Hunter e tem um palpite de onde ele possa estar.
Wally vai até uma estrada em Kansas City, em um local onde havia uma velha cabana, e encontra Hunter. Wally diz que soube do que aconteceu, que ele deu o sinal para pegarem um bandido encurralado, mas no meio do fogo cruzado ele levou um tiro no joelho, o sogro dele morreu e a esposa dele, Ashley o abandonou. Ele pergunta por que ele não contou isso a ninguém, por que ele deu as costas a ele, e ele responde que foi porque ele fez isso primeiro. Jesse chega e transfere a velocidade dela para Wally, fazendo com que ele fique em sintonia com a velocidade de Hunter. Os dois se enfrentam, mas Hunter nota que Wally está se segurando e diz que é hora de ir para o teste final que é a morte de Linda. Wally corre atrás dele e Hunter diz que a única forma de salvar Linda é se ele fizer o que Barry fez com Eobard havia anos: matá-lo. Eles atravessam o globo várias vezes enquanto trocam socos até que chegam na ponte que liga Keystone e Central City. Vendo uma janela temporal, Wally pega Hunter e pressiona a cabeça dele contra a janela, fazendo com que ele volte para o presente, mas ficando congelado no tempo. Wally vê uma última janela temporal, que é do momento de quando ele e Linda anunciaram que iam ser pais de gêmeos. Ele corre para ela, mas ela se fecha. Mais tarde ele visita Linda, que está fora de perigo, e a consola pela perda dos filhos deles.
Dias depois, Wally visita o túmulo de Barry, lamentando ter revelado sua identidade secreta, pois isso colocou aqueles a quem ele ama em risco, e por isso ele não pode mais ser o Flash. Barry aparece, vindo do futuro de dias antes de sua futura morte. Vendo Barry estando ali para apoiá-lo, Wally diz que Hunter estava certo e que ele deveria ter voltado no tempo para ajudá-lo. Barry diz que Wally fez a decisão certa e que não se pode mudar a história, apenas aprender com os erros e que está aqui para apoiar a decisão dele. Wally pergunta do que se trata e Hal Jordan aparece na sua forma humana. Wally diz que com os poderes que Hal tem como o Espectro ele pode trazer os gêmeos de volta à vida, mas Hal diz que não consegue fazer isso da forma devida e que ele também não está aqui para mudar a história, mas sim para dar a Wally o que ele quer. Wally aceita e Hal usa seus poderes para fazer o mundo se esquecer de que Wally é o Flash.

### O Segredo de Barry Allen (2004-2005)
Seguindo o assassinato de Sue Dibny, a esposa de Ralph Dibny, toda a Liga da Justiça procura pelo possível responsável, e que tudo indicava parecia ser o Doutor Luz, que havia estuprado Sue havia anos e havia sofrido lavagem cerebral com consentimento da Liga para ser transformado em um bobalhão. Wally foi com a Liga confrontar Luz, que estava acompanhado de Slade Wilson, que estava trabalhando para Luz como guarda costas. Durante o confronto eles descobrem que o responsável não é Luz. Após o confronto Wally vai para Belle Reve acompanhar junto com Roy Harper e Dick Grayson o interrogatório de Mallah e Cérebro. Wally pergunta se eles disseram alguma coisa e Roy responde que como Cérebro e Mallah tem um relacionamento amoroso, se Cérebro for ameaçado Mallah irá contar tudo. Wally pergunta por que exatamente eles foram atrás de Mallah e Cérebro e Dick explica que o Arqueiro Verde pediu que eles procurassem por teleportadores, sendo assim eles estão indo atrás de todos os supervilões com esse poder. Wally vai com Dick para o lado de fora da Belle Reve e conversa com ele sobre Linda, dizendo que onde quer que ela esteja ela pode não estar segura. Dick diz que só as esposas de heróis com identidade pública que foram ameaçadas, o que não é o caso dele. Wally diz que enquanto estava pensando no que aconteceu com Sue, pensando em todos os possíveis cenários e acabou pensando em todos eles acontecendo com Linda, o que o leva a pedir para Dick que a localize para ele, e ele o faz contatando Barbara Gordon e pedindo a ela para que localize Linda.
Na Torre da Liga, Wally confronta os heróis sobre o que eles fizeram com Luz e sobre terem transformado Barry em um mentiroso. Oliver conversa com ele e diz que ele está errado de querer bancar o superior moralmente por se sentir culpado, já que se Hal não tivesse alterado a realidade Linda poderia ter morrido no lugar de Sue. Wally diz que deveria ter ajudado Ralph também a recuperar sua identidade secreta, mas Oliver diz que isso não era o que Ralph queria pois ele odiava ter que usar uma máscara e que ele e Sue queriam ajudar as pessoas sem precisa de algo como Bat-Sinal. Oliver recomenda que Wally vá ficar com aqueles próximos a ele e ele vai visitar Iris e a conforta já que ela acabou de saber que Sue morreu. Ela pergunta se Luz estava envolvido, Wally responde que não e ela pergunta se a Liga contou o que eles e Barry fizeram. Wally pergunta como ela sabia sobre isso e ela diz que ela e Barry não tinham nenhum segredo, e que o que havia ocorrido sempre o perturbou. Ela diz que Oliver tinha algo para ele e ele se encontra com ele em Star City, onde Oliver lhe dá uma carta sobre o ocorrido, escrita por Barry anos antes.
Barry escreveu a carta após ter sido declarado inocente pela acusação da morte de Eobard Thawne e pouco antes de ir para o futuro encontrar Iris. Ele escreve que além de Wally ser seu sobrinho, ele sempre o considerou como um filho e que espera que o ele irá contar não mude a forma como ele se lembra dele. Barry conta que tudo começou quando os vilões estavam começando a descobrir a identidade secreta dos heróis, e isso terminou com Luz. Algum tempo após isso, Roscoe Dillon, o Pião, havia falecido e adquirido a habilidade de transferir sua mente para outros corpos. O pai de Barry havia sofrido um acidente fatal e ficado sem os batimentos cardíacos, mas só descobriu algum tempo depois que Roscoe havia possuído o corpo dele, e isso ocorreu quando Roscoe se revelou para Barry. Depois que ele havia conseguido "exorcizar" Roscoe do corpo de Henry, Barry mais tarde havia descoberto que ele havia possuído o corpo de um jovem milionário que havia tido uma parada cardíaca. Após Roscoe ter desenterrado o corpo de Iris, Barry o levou para Zatanna para que ele fizesse nele o mesmo que fez com Luz. O resultado foi que Roscoe quis se tornar um herói e passou a ajudar Barry na patrulha contra o crime, mas por ele exigir demais de si mesmo ele acabou enlouquecendo e Barry foi obrigado a levá-lo para Zatanna para que ela desfizesse a lavagem cerebral. Barry encerrou a carta dizendo que não sabe o paradeiro de Roscoe, mas que ele deve estar melhor do que antes e pede perdão a Wally.
Wally recebe uma mensagem de Dick dizendo que Barbara encontrou uma pista que mostra que Linda estava em Opa City dois dias antes de Sue ser assassinada. Ele se encontra com ele na Batcaverna onde Dick está com Bruce. Ele pergunta em que local da cidade Linda estava e Dick responde que era no quarto 240 do Hart Plaza. Eles vão para lá e Wally pergunta o que ela fez ali e ele diz que eles não sabem, mas que havia na cidade um seminário sobre jornalismo e Barbara encontrou o nome dela na lista de presentes. Wally pergunta se eles encontraram o paradeiro atual da dela e Dick responde que se Barbara não encontrou Linda o assassino também não a encontrará. Depois de levar Dick de volta à Gotham City, Wally retorna para Keystone e visita Ashley Zolomon, a ex-esposa de Hunter, que está hospitalizada pois acidentalmente Wally causou o acidente dela. Ele conversa com ela pedindo perdão pelo que aconteceu e ela aceita, dizendo que gostaria de conversar com ele quando a situação se resolvesse. Wally aparece em seguida como o Flash e pergunta a ela onde o Pião está já que ela comentou antes que poderia saber a localização dele. Wally vai em seguida para o apartamento de Zatanna dizendo que eles têm uma mente para consertar.
Eles localizam Roscoe vivendo em um beco atrás de uma loja de brinquedos que ele costumava visitar quando criança. Ele consegue imobilizar Roscoe e Zatanna lança um feitiço para fazer ele dormir. Ela diz a Wally que ele nunca enfrentou Roscoe quando os poderes dele estavam crescendo, que ele nunca viu do que Roscoe era capaz, e que eles estão prestes a libertar um homem louco que terá uma obsessão em se vingar do Flash. Wally diz que isso será responsabilidade dele e ela realiza o encanto para restaurar a mente dele ao que era antes de fazer a primeira lavagem cerebral. Roscoe os ataca e derruba Zatanna, e diz ao Flash que ninguém sabe o que ele fez com eles. Ele explica que quando estava tentando ser um herói ele usou seus poderes para fazer uma lavagem nos membros da Galeria de Vilões, o que foi a causa de muitos deles tentarem largar a vida de crimes e somente o Capitão Frio, o Capitão Bumerangue e o Mago do Tempo que se recusaram a se submeter à lavagem cerebral. Antes de fugir Roscoe diz a eles que alguns ainda estão sob efeito da lavagem cerebral e que era para o Flash tomar cuidado, pois cedo ou tarde eles irão atrás dele.
Wally logo mais se encontra com Oliver que está acompanhado de seu filho, Connor Hawke. Wally pede para conversar a sós com Oliver e o informa sobre o que Roscoe lhe revelou. Oliver pergunta se ele disse quais eram e Wally responde que pode ser qualquer um, inclusive o Flautista, o que surpreende Oliver levando em conta as atitudes dele desde que saiu da vida de crimes, mas Wally lembra que o Flautista foi acusado de assassinar os pais e que está desaparecido desde então. Ele lamenta ter feito a mente de Roscoe voltar ao que era antes por achar que abriu uma caixa de pandora. Oliver pergunta se ele consegue lidar com isso e Wally responde que por Barry ele lidará com qualquer coisa. Wally retorna para o prédio em que vive, mas vê que está cercado de jornalistas. Ao notarem o Flash ali eles pergunta se é verdade que a Galeria de Vilões se uniu e o que ele acha da morte do Capitão Bumerangue. Ele diz que não tem tempo para responder as perguntas e vai conversar com Chyre e Morillo, perguntando quem morreu. Eles informam que apenas cometeram um ato de vandalismo com a viatura da polícia e que ninguém morreu. Linda, que voltou a trabalhar como repórter, chega ali e chama Wally para fazer uma entrevista.

### Guerra da Galeria de Vilões (2005)
Wally está com Liinda e com dois colegas de trabalho assistindo uma partida de hóquei. No dia seguinte eles vão para a ginecologista de Linda para saber se ela pode engravidar novamente, mas o resultado dos exames dá negativo. Mais tarde Wally está em seu trabalho como mecânico do Departamento de Polícia de Central City e escuta um chamado de alerta de uma das viaturas. Ao ir para o local como o Flash Wally presencia uma luta entre a Galeria de Vilões. Ao ver o Onda Térmica ali, ele pergunta o que ele está fazendo ali com eles já que ele se regenerou. Roscoe os ataca, mas o Flash é salvo pelo Flautista que revela a Wally que ele fingiu ter se associado novamente com a Galeria de Vilões pois estava trabalhando infiltrado para o FBI após o Mestre dos Espelhos ter assassinado os pais dele.
Roscoe os ataca e usa seus poderes no Flautista, fazendo com que ele enfrente Wally. Wally tenta fazê-lo parar, mas Flautista continua atacando. Wally tira a máscara e pede para que o Flautista se lembre dele. O Flautista consegue se lembrar e desmaia. Wally o leva para seu apartamento e pede para Linda cuidar dele, retornando para o local onde a Galeria de Vilões está se enfrentando. Ele os enfrenta, mas Alquimia surge e usa o poder da pedra filosofal para quebrar o calcanhar direito de Flash. O Mestre dos Espelhos transporta Grodd para o local em que eles estão se enfrentando e ele ataca brutalmente Flash, mas ele é salvo por Bart e os dois juntos derrotam Grodd. Eles se preparam para enfrentar juntos a Galeria de Vilões, mas Hunter aparece e derrota a Galeria inteira, dizendo que eles estão fazendo o Flash perder tempo e que isso não é mais sobre eles, mas sim sobre o Flash.
Wally manda Bart ir, mas Hunter agarra Bart pelo pescoço dizendo que não houve tragédia o suficiente e que ele precisa tirar mais de Wally, para que assim ele se torne um herói melhor. Ele ameaça quebrar o pescoço de Bart da mesma forma que Barry fez com Eobard. Wally tenta intervir, mas um raio surge entre ele e Hunter e ele vê Jay se materializando e dizendo para ele correr. Quando Jay se materializa por completo Wally vê que ele está acorrentado a uma esteira cósmica que trouxe Eobard Thawne, que está orgulhoso de ver que construiu um legado reverso. Hunter explica que não podia construir a esteira sozinha nem operá-la de forma correta, mas que a velocidade de Jay o levou para o momento perfeito na história. Hunter diz que a última de que se lembra era de que estava ele estava correndo ao lado de Barry e estava indo para um local com sinos, o que faz Wally perceber que Eobard saiu do momento em que ele seria morto por Barry. Eobard conta que Hunter contou tudo sobre Wally para ele e que ele se lembra agora de quando ele enfrentou Wally quando era jovem.
Eobard avança para cima de Wally, mas ele se desvia, desamarra Jay e lança o elmo dele na direção de Bart, que vibra fazendo com que o elmo atravesse sua cabeça atinja a cabeça de Hunter. Eobard aproveita a distração de Wally e o ataca. Após ser arremessado em direção a um muro por Eobard, Wally pergunta a Hunter o que ele quer dele e Hunter e diz que Eobard quer que ele aprenda, mas ele quer que Wally sinta dor pois ele não quis ajudá-lo e que ele poderia ter tanto impedido que a vida dele fosse arruinada como poderia ter salvado Linda. Bart vai enfrentar Hunter enquanto Jay enfrenta Eobard. Eobard e Hunter os subjugam e levam Wally para a esteira cósmica, atravessando o tempo a partir do período de Wally nos Titãs até chegarem no momento em que Wally e Hunter se enfrentaram mais uma vez, e os dois fazem rever o momento em que Hunter atacou Linda. Hunter diz que quer que Wally sinta o que ele sentiu, de ter que reviver o pior momento de sua vida várias e várias vezes. Wally se irrita e ataca Hunter, chamando-o de monstro e dizendo que ele deveria ter sido um pai, mas Hunter revida e o subjuga, ameaçando quebrar a coluna dele. Ele pede para que Eobard volte um pouco antes e ele faz, e Hunter diz a Wally para que ele sinta a perda e para que ele o entenda.
Um feixe de energia aparece do lado deles e Barry surge com uma outra esteira cósmica, dizendo que procurou Eobard em todo lugar. Ele salta de sua esteira cósmica e empurra Eobard de sua esteira, jogando-o na sacada de um prédio próximo dali. Barry volta para a esteira de Eobard e agarra Wally, levando-o para o telhado de um prédio. Barry pergunta se o Wally é o Flash e diz que a roupa ficou bem nele, apesar de ele ter mudado o cinto. Ele explica que seguiu a trilha de táquion da esteira cósmica de Eobard até o futuro e nota Hunter, ao que Wally explica que Hunter é um novo Zoom. Barry olha para baixo, vendo Hunter e Wally ali e pergunta a respeito, e Wally explica que os dois ali são ele e Hunter de meses no passado e que o que está ocorrendo foi um dia ruim na vida dele. Barry diz para Wally não lhe explicar mais nada e diz que eles têm que deter os inimigos deles e sair de lá o mais rápido possível para não mexer com o tempo já que eles são anomalias temporais no momento.
Barry diz para Wally lidar com Hunter enquanto ele lida com Eobard e diz para Wally se cuidar. Vendo Barry se aproximando, Eobard pergunta se ele veio levá-lo para casa e Barry responde que veio para detê-lo de uma vez por todas, pois uma coisa é ameaçá-lo, mas ameaçar a quem ele ama é passar dos limites. Wally chama Barry, mas é atacado por Hunter, enquanto Barry, usando a sua esteira cósmica, retorna com Eobard para o passado e o mata. Hunter corre, planejando atacar Linda com um soco supersônico, e Wally o segue. Ao alcançá-lo, Wally empurra Hunter, que cai na frente de Linda e é atacado junto com ela pelo Hunter do passado. Wally ataca o Hunter do presente e ele corre para a esteira cósmica de Eobard, dizendo que fará com que ele reviva de novo aquele momento. Wally corre até ele e diz para ele não fazer isso, pois a esteira só funciona com velocidade cinética enquanto que a dele vem do tempo.
Hunter não dá ouvidos e ativa a esteira, atravessando com Wally os momentos de sua vida. Ele diz a Wally que nada disso deveria ter acontecido a eles e pede desculpas, sendo estilhaçado pelo tempo em seguida. Wally acaba voltando para o presente com o que sobrou da esteira. O Capitão Frio fala e diz que a Galeria não começou essa guerra e Wally diz apenas para ele se calar. Jay e Bart vão até Wally perguntando se ele está bem e o Flautista aparece informando que Linda está no hospital. Wally vai com Jay e Bart para lá e pergunta por ela. Ashley, a ex-esposa de Hunter leve ele até a sala onde ela está e explica que Hunter a levou até o apartamento de Wally e Linda começou a passar mal, estando com hemorragia interna. Ela informa que os médicos acham que as feridas internas, que foram originadas no ataque de Hunter, se abriram de novo. Wally fica do lado de Linda, que está ficando fraca. Ela diz a ele que o ama e para ele ser forte, tendo em seguida uma parada cardíaca.
No entanto Linda desperta e a barriga dela aumenta de tamanho, e os médicos dizem que de alguma forma ela está grávida de nove meses. Eles realizam o parto e ela dá a luz a um menino e a uma menina. No dia seguinte, enquanto observam os seus filhos recém-nascidos, Linda pergunta qual foi a explicação de Jay para o que aconteceu e Wally responde que foi uma concepção espontânea resultada de viagem do tempo. Ele explica que Jay teorizou que quando ele empurrou Hunter e ele foi atingido pelo Hunter do passado, o ato criou uma fissura no tempo. Wally também diz a ela que os médicos realizaram os exames nos gêmeos e nada de anormal foi encontrado. Linda o beija, dizendo que se sente grata e Wally diz que sente o mesmo.

### Linha de Chegada (2005-2006)
Wally acorda de um pesadelo no qual ele e Bart são assassinados pela Galeria de Vilões enquanto Linda é levada por eles. Linda o chama, mas chamando-o de Wallace, o que é um sinal entre eles para avisar Wally de quando há alguém na casa além deles dois, e quem está presente são os pais dela. Ao atravessar a sala ele vê os presentes que amigos mandaram e vê um cartão de Dick mostrando um comunicado da Wayne Enterprises de que os filhos dele entraram para o Fundos Earmark, um programa de educação que deixará um fundo financeiro para que os filhos dele tenham acesso quando entrarem para a faculdade. Wally lê o cartão seguinte que é de Diana, que deixou os braceletes. Ele diz a Linda que o filho dele jamais usará aquilo e ela diz que os braceletes são para a filha deles, e que a espada que Diana deixou para o filho só será dada a ele quando ele tiver 21. Ela pede para deixar a caixa junto com a caixa que os amigos dele do Planeta Diário mandaram e o pai dela se supreende por Wally ter contatos em Metrópolis pois pensava que ele só conhecia pessoas de Keystone, e a mãe dela diz que ele deverá ter mais contatos agora que se tornou pai. Ela pergunta a ele sobre qual será a orientação espiritual dos filhos dele e ele diz que ele e Linda ainda não conversaram sobre isso, mas que prefere falar somente com Linda a respeito disso antes de decidir algo. A mãe dela explica que ele não precisa dizer a ela que estes são tempos difíceis e diz que ele é produto de um mundo completamente diferente do mundo no qual eles estão.
Wally pergunta o que ela sugere e ela responde que ela e o marido se tornaram membros de uma nova igreja que está fazendo um evento social para a comunidade e que Wally e Linda deveriam ir com eles para conhecer o local, e que independente do que Wally sinta em relação ao local ele tem que levar em consideração a necessidade dos filhos dele. Wally e Linda vão com os pais dela para a igreja e levam os filhos juntos. Ele conversa com um garoto da igreja até que nota o andaime perto deles se desfazendo. Antes que alguém caia e se machuque, Wally, como Flash os salva. Uma janela cai na direção de um garoto, mas quando Wally vai tentar tirar salvar o garoto ele vê o mesmo conseguindo agarrar a janela. Após checar o local para ver se não há mais ninguém em perigo, Wally procura pelo garoto, mas não o encontra. Ele vasculha a igreja e entra em um andar subterrâneo onde encontra um grupo de adultos e crianças. Um deles diz que irá enfrentá-lo se for preciso e Flash diz que só veio parar ali por mera curiosidade e que ele não tem interesse em enfrentar ninguém. Outro rapaz aparece e diz que eles devem confiar nele e apresenta Flash para uma moça chamada Fantasia, que tem habilidade de abrir portais dimensionais e mostra a ele a dimensão de onde eles vieram, uma dimensão chamada de Ponto Parallax na qual os habitantes manifestam habilidades iguais às dos super-humanos que habitam a Terra.
Flash ouve os gritos de uma mulher e pergunta o que está acontecendo. O rapaz mostra a ele a irmã de Fantasia que está morrendo de uma doença não convencional. Ele diz que apesar de serem mais resistentes que o povo da Terra, a Terra teve um avanço médico melhor que o deles, e por isso eles vieram para cá para obter ajuda. Ele pede ajuda a Flash já que a única coisa que pode salvar a irmã dela pode somente ser obtida por ele. Ele pergunta do que se trata e o rapaz explica que a única coisa que pode ajudar ela é algo chamada de convocador que está localizado no Museu do Flash. Chegando lá, Flash vai falar com o curador do museu, Dexter Myles, e pergunta a ele sobre o convocador e pede que o traga para ele imediatamente. Dexter diz para o Flash ter paciência já que ele não é mais tão jovem. Flash diz que está grato e que esta é uma das poucas que ele se sente feliz pelo Museu, dizendo que ele é para ícones religiosos e relíquias, e ele não é nada disso. Dexter diz que poucos são além de dizer que é alguém espiritual, e que não se precisa ser um religioso para reconhecer que esses têm necessidades espirituais. Ele diz que a menos que Flash pense que museu é apenas um Walmart para ricos, eles servem para alegrar o espírito, para inspirar as pessoas, dizendo que ele e o uniforme são um lembrete para as pessoas do que elas podem almejar ser.
Eles entram na sala onde está o convocador, uma sala cheia de armas capturadas. Flash pergunta se esta sala parece espiritual e Dexter pede para Flash pensar onde elas estariam se ele e os Flashes anteriores não as tivessem confiscado. Flash não vê o convocador e Dexter, espantado, diz que de alguma forma o dispositivo sumiu. Wally chama Dick para investigar o local e ele diz que o dispositivo não foi roubado. Wally pergunta como isso é possível já que poucas pessoas sabem que esse lugar existe e Dick explica que isso foi um trabalho interno, alguém removeu. Wally pergunta se isso é trabalho de detetive ou se Dick já sabia se havia algo acontecendo, ao que Dick responde que sim e que sabe com quem está. Eles vão até Victor, que levou o dispositivo para o STAR Labs para análise. Após Wally e Dick chegarem lá Victor pergunta a Wally onde ele conseguiu o dispositivo e Wally responde que há algum tempo havia um cartel de armas chamado de Refugiados que usavam Keystone como base, e que depois de ter derrotado o grupo ele confiscou a armas e deixou no Museu do Flash. Victor diz que já sabia disso, mas que que queria saber se houve algum progresso em saber de onde o convocador veio. Wally diz que não sabe de onde o convocador veio e que mal se lembra do convocador estar entre as armas alienígenas que os Refugiados usavam. Dick diz que o convocador não foi roubado, mas que quase foi e Victor explica que a razão para ele ter trazido o dispositivo para o STAR Labs foi porque alguém já tinha tentado roubá-lo, mas que esse alguém falhou em ativar o dispositivo. Victor questiona Wally querer dar o convocador para um grupo de pessoas a quem ele mal conhece, mas Wally justifica isso por se tratar de um caso de vida ou morte.
Flash leva o convocador para Fantasia e ela diz dois dos membros da igreja para o seguraram para o caso de ele não concordar com o que o convocador fizer. Fantasia pede para usarem o convocador em sua irmã, e após usarem, a irmã dela, que está recuperada agradece ao Flash, mas o próprio Flash como ele pode estar ali do lado dela sendo que ele nem foi ao quarto dela. Vandal Savage, se intitulando Reverendo, então surge e revela que Fantasia tem o poder de criar ilusões e que a irmã doente e a dimensão de onde eles vieram foi tudo uma farsa. Ele parabeniza Flash por ele ser agora de pai de gêmeos e revela que construiu esta igreja para iniciar uma guerra santa para recomeçar a humanidade que está em decadência com ganância, superpopulação e guerras, e ele mostra Bart e Jay acorrentados como forma de obrigar o Flash a não fazer nada para impedi-lo. Ele manda prender junto com eles e após Vandal deixar o local, Flash, Jay e Bart aceleram seus corpos de forma a ficar invisíveis, o que faz os lacaios de Vanda os soltarem e eles aproveitaram a chance para atacá-los.
Vandal usa o convocador para colocar um meteoro em rota de colisão com Keystone. Enquanto Jay e Bart vão auxiliar os civis Wally vai enfrentar os lacaios de Vandal, sendo auxiliado logo depois por Chyre e Morillo que chegam ao local com um grupo de policiais e também com Dexter, que dá ao Flash informações detalhadas sobre o convocador. Sabendo como o convocador funciona, Wally reprograma o dispositivo enquanto se desvia dos socos de Vandal, fazendo com que ao invés de atrair o meteoro para a Terra ele o envie para longe. Vandal pula no meio do raio sendo enviado para longe junto com o meteoro. Mais tarde Wally está em seu apartamento vendo Jay e Bart discutirem como se fossem pai e filho. Jay pergunta a Wally como alguém cria os filhos hoje em dia e Wally responde que todos têm esse problema, mas que não importa o que aconteça sempre haverá um Flash mesmo que não seja ele. Bart pergunta se ele está abandonando o manto de Flash e Wally responde que não, mas que já está antecipando quando terá que parar. Jay pergunta por que e Wally responde que agora ele tem crianças para criar e que agora é o momento de desacelerar.

### A Família West (2007-2008)

Wally e seus filhos, Jai e Iris.

Wally e Linda saíram de Keystone City com os gêmeos por um ano e foram viver em um planeta chamado Savoth onde Jay Garrick é venerado. Durante esse período os gêmeos Jai e Iris manifestaram seus poderes, com Jai tendo a habilidade de usar a Força de Aceleração para temporariamente expandir seus músculos e Iris podendo se tornar intangível. A ascensão dos poderes dele também faz com que eles envelhecessem mais rápido do que deveriam. De volta à Keystone, Wally e os gêmeos ajudam a salvar civis vítimas de uma acidente envolvendo um navio que se chocou contra um píer. Após salvarem os civis Wally agarra os gêmeos e volta para casa onde Linda está assistindo pela televisão o que aconteceu e viu que os gêmeos chegaram a dar entrevista, algo que eles haviam prometido não fazer. Linda pede para os gêmeos irem para o laboratório que fica embaixo da casa e conversa com Wally, que pergunta se ela está irritada e ela diz que não pois aprova que o Wally os ensine a serem heróis.
Mais tarde Wally e os gêmeos vão investigar o local do acidente para saber qual foi a causa e são atacados por criaturas vindas do fundo do mar que estão querendo invadir a superfície. Depois de derrotá-los e salvar os seus filhos, Wally os leva para casa e vai para o STAR Labs, usando a tecnologia para construir uma versão maior da pistola de gelo do Capitão Frio e a usa para lançar uma onda de energia em Keystone que congela toda a água na cidade temporariamente de forma a retardar a invasão dessas criaturas. Ao chegar ao local de onde as criaturas estão saindo, Wally perde a consciência por estar desidratado e é atacado pelas criaturas, que começam a sugar a água de seu corpo. Linda e seus filhos vem para salvá-lo e ela chama a Liga da Justiça para ajudar combater as criaturas, que fogem alguns minutos.
À noite, após colocar Jai e Iris para dormir, Wally e Linda são visitados pela Liga, que confrontam Wally por ele estar levando seus filhos para combater o crime junto com ele. Roy Harper explica que quando ele e Wally estavam nos Titãs as situações que eles enfrentavam como super-heróis era bem diferente do que eles lidam hoje em dia. Bruce concorda com Roy que diz que não é aceitável que crianças tão jovens se tornem super-heróis, o que faz Wally ficar irritado e gritar com Bruce, dizendo que é absurdo ele ouvir sermão de alguém que já teve quatro Robins. Wally explica a eles que apesar dos poderes terem sido a maior parte do tempo estáveis, os poderes de Jai e Iris não são pois os poderes deles fizeram eles envelhecer anos em apenas meses e agora ao invés de terem um ano de idade Jai tem o equivalente a oito anos e Iris o equivalente a dez anos. Wally também diz que por mais que eles tentem estabilizar esses avanços de idade, eles não conseguem e que qualquer dia ele e Linda podem acordar e ver os filhos dele com o equivalente a vinte anos de idade, ou quarenta anos ou mortos e por isso eles decidiram deixar que os filhos dele vivessem ao máximo. Bruce pede desculpas e Diana diz a eles que eles não tem que passar por isso sozinhos.
No dia seguinte Wally está correndo pela cidade para checar se não houve mais alguma tentativa de invasão por parte das criaturas marinhas até que de repente a filha dele aparece do lado dele. Wally pergunta se ela o seguiu e ela responde que não, dizendo que estava assistindo Kim Possible quando sentiu algo jogando ela para onde eles estão agora. Wally diz que isso é estranho já que ele estava desejando que ela estivesse ali com ele e então percebe que de alguma forma Iris sincronizou a aura de velocidade dela com a dele. Ele a leva para casa e faz uma reunião de família aos gêmeos e a Linda o que houve e dizendo para Jai que se Iris conseguiu sincronizar a aura dela Jai também pode fazer isso. Assim não importando o quão longe ele esteja, ele pode trazê-los para perto dele como um imã. Wally testa essa nova habilidade levando Jai e Iris para uma ilha e ao sair correndo de lá a sua aura de velocidade os leva voando para perto dele.
Enquanto está preparando a refeição, Wally pergunta a Linda se ela viu Jai e ela responde que ele está no quintal, mas ele diz que não. Iris diz para Wally usar a habilidade nova e diz que viu Jai minutos antes, no quintal, dizendo que ele estava estranho. Wally pergunta como exatamente e ela responde que ele estava triste, mas de uma forma diferente. Wally vai encontrá-lo e quando Jai aparece perto dele, além de ele estar com os músculos expandidos, seus braços estão diferentes e suas pernas peludas. No laboratório subterrâneo que eles têm Linda descobre que houve vibrações no código genético de Jai, como se os genes dele estivessem viajando no tempo. Ela diz que isso não é perigoso e através da tecnologia que eles têm no laboratório ela pode ajudar a manter sob controle, mas que está preocupada pela causa já que as leituras no cérebro dele mostram que ele está passando por grande estresse emocional. Wally e Linda perguntam se há algo errado e ele responde que não.
Logo em seguida Wally recebe um comunicado de Clark dizendo que a Liga localizar o ponto de as criaturas saíram e Wally vai para lá junto com Mulher Maravilha, John Stewart e Raio Negro, mas ao enfrentarem as criaturas dentro da água, Wally descobre que a base deles está vazia, o que o faz pensar que provavelmente eles já estão na superfície. Wally atravessa o distrito comercial da cidade que até agora foi o local mais afetado pela invasão. Ele vai para sua casa e diz para Linda e Iris não saírem de casa, mas elas dizem que Jai saiu para enfrentar as criaturas e Iris pede desculpas por não ter ido com ele pois não queria deixar a mãe dela sozinha. Wally a consola dizendo que ela fez a escolha certa e diz que vai encontrar Jai. Quando o encontra Wally pergunta por que ele fez isso e Jai responde que ele não precisa se preocupar em protegê-lo pois ele sabe que ele e Iris morrer já que ouviu a conversa dele com a Liga na noite passada. Wally o consola dizendo que e Linda farão tudo para garantir que eles estejam saudáveis e que eles são a única coisa que o estão mantendo longe de ser internado em um asilo com o Batman.
Wally, Jai, Iris e a Liga da Justiça enfrentam as criaturas e Wally consegue roubar uma das armas de desidratação, levando para o laboratório em sua casa onde Linda analisa o objeto e descobre que é de Sarvoth. Wally volta para o cambo de batalha e agarra o líder que o ataque que eles estão realizando é um ataque simbólico, atacando Keystone como forma de atacar os savothianos. Wally usa a chave que lhe fora dada havia anos para que ele fosse para Savoth quando preciso e vai falar com Gorflack. Gorflack pergunta quem é a criatura que Wally trouxe e Wally explica que ele está atacando Keystone com a tecnologia de Savoth. Gorflack identifica a criatura como sendo um alienígena do qual Wally e Bart o salvaram havia anos, que acabou atravessando um portal que levava para a Força de Aceleração, e que esse portal poderia teoricamente acelerar os genes dele. O líder diz que o alienígena do qual eles estão falando é o ancestral dele que espalhou a doença para todo o planeta deles. Wally nota que no peito do líder há um objeto semelhante a chave que ele tem para poder vir para Savoth quando preciso. Gorflack explica que provavelmente, levando que a chave que Wally tem é ativada pela Força de Aceleração, os alienígenas conseguiram chegar na Terra através da chave. Wally diz que tem destruir a chave, mas Gorflack diz que se Wally fizer isso ele nunca mais poderá retornar a Savoth. Ele diz que não tem outra escolha e se despde de Gorflack, destruindo a chave e retornando para Keystone enquanto os alienígenas retornam para seu planeta de origem.
Em casa, Iris conta a Wally e Linda como foi lutar ao lado da Liga da Justiça e pergunta a eles se eles podem fazer parte da Liga da Justiça quando se tornarem adultos, ao que Wally responde que pensará nisso. Enquanto eles sobem, Linda pergunta se não haverá volta disso e ele responde que não, pois eles não são mais uma família apenas, mas sim uma família de super-heróis.

### Esta era sua Vida, Wally West (2008-2009)
Wally está passeando com seus filhos pela Ilha Dinossauro e faz uma parada pois Jai disse que precisava urinar. Enquanto aguarda Jai, Wally conversa com Iris e diz que muitas crianças estariam impressionadas em ver dinossauros e ela diz que isso tudo é ótimo assim como também foi nas últimas duas vezes que eles vieram, mas que ela e Jai viveram por um bom tempo em outro planeta. Ele pergunta se ela gostaria de ir a outro lugar e ela responde que quer ir para casa, dizendo que o ama, mas que ele já os levou a todos os lugares. Ele fala que não levou em todos e os leva para o local que antes era o laboratório de Barry, onde ele foi atingido por raios e ganhou os poderes dele e diz a Iris que ele tinha a idade dela quando isso aconteceu. Jai pede para eles voltarem para casa pois ele quer assistir Family Guy, mas Wally vê um roubo acontecendo e pede para eles o esperarem, no entanto eles acabam ajudando-o a deter o roubo e Wally diz que não era para eles terem feito isso, o que os surpreende por estarem ajudando-o no combate ao crime já há algum tempo.
De volta à casa deles Wally e Linda explicam a Jai e Iris que quando eles estavam envelhecendo rápido eles queriam que eles vivessem a vida ao máximo, mas como o envelhecimento precoce deles foi curado eles querem que Jai e Iris tenham uma infância normal e Linda diz que matriculou eles em uma escola pública, o que os deixa nervosos e Iris pergunta se isso é algum teste. Wally diz que para ser um herói para as pessoas ao redor deles eles têm que ser parte deles, viver com eles. Ele diz que eles podem treinar e que haverá momentos que ele precisará da ajuda dos dois, mas que por ora ele e Linda só querem que eles sejam mais ativos nas atividades de super-heróis quando estiverem mais velhos pois quando estiverem adultos eles terão tanta responsabilidade que às vezes desejarão não ter poderes. Eles concordam apesar de não estarem muito alegres com a ideia. Linda o parabeniza por ter convencido eles e nota que ele está massageando a perna. Ela pergunta o que houve e ele responde que está sentindo desconforto na perna e no braço.
No dia seguinte Wally recebe uma ligação de Dinah Lance que pede para ele aparecer em um local onde pessoas foram atacadas por abelhas. Quando ele chega o local como o Flash, Dinah está acompanhada de Amanda Waller que informa que as abelhas coletadas foram modificadas geneticamente com uma toxina. Wally diz que não pode ser a Abelha Rainha e Amanda diz que o entregador que estava no local durante o ataque informou a eles que um homem em um uniforme de inseto estava lá e ele o atacou com um veneno. Wally pergunta se o criminoso queria algo e Amanda responde que eles acreditam que ele estava atrás de um dispositivo que rastreia energias dimensionais. Ela informa que o dispositivo está em um pequeno laboratório do Xeque Mate em Hollywood e ela pede para ele ir lá e buscar o dispositivo antes que o criminoso o encontre. Wally corre para lá e durante o trajeto sente fortes dores, as quais ele não sentia desde que tinha dez anos de idade quando foi diagnosticado que os componentes químicos que o fizeram ganhar a velocidade mudaram a sua fisiologia, e que se ele quebrasse a barreira do som ele iria morrer. Wally teoriza que o fez com que seu organismo voltasse a ficar do jeito que estava quando ele tinha dez anos foi por causa de ele ter usado os poderes dele para curar o envelhecimento precoce dos filhos dele.
Depois de recompor ele vai até o laboratório que está sendo invadido por abelhas, mas nenhuma delas está perseguindo os funcionários do laboratório. Ele entra lá e encontra o "Homem Inseto" que acaba de roubar o dispositivo. O Homem Inseto foge e Wally o persegue, e corre mais rápido para poder alcançá-lo, mas seu corpo sofre um colapso. Após chegar em sua casa à noite, Linda junto com Roy, Raio Negro, Doutor Meia Noite e Tornado Vermelho examinam Wally, com o resultando confirmando a sua teoria. Ele liga para a empresa onde ele tinha uma entrevista de emprego marcada e tenta remarcar a entrevista, mas eles não aceitam remarcar a entrevista e Wally tem que cancelá-la. Wally recebe a visita de Ravena, que soube da situação de Wally. Enquanto ela lê a mente dele, ele conversa com ela sobre o relacionamento dela com Mutano e ela diz que é uma pessoa diferente de daquela que ela era quando eles estavam nos Titãs e diz a ele que ele não está sozinho. Após ela se teletransportar Linda vem falar com ele e o consola dizendo que ele irá superar e sugere que eles tenham uma tarde romântica já que Jai e Iris estão na casa de Joan Garrick.
Wally vai buscar rosas e ao voltar para casa ele vê as mesmas abelhas do "Homem Inseto". Raio Negro chega na casa e mata as abelhas com eletricidade enquanto Wally encontra Linda, que foi picada pelas abelhas. Ele busca os gêmeos na casa de Joan e conta a eles o que houve, levando-os em seguida para a Torre da Liga. Ao chegarem lá Jai e Iris ficam com a filha de Roy, Lian, enquanto ele vai para o quarto onde Linda está. Meia Noite informa a ele injetou o antídoto, mas teme que o veneno tenha ido para órgãos internos e que só resta a eles esperarem para ver o que acontecerá. Meia Noite deixa Wally sozinho com ela e e Wally senta ao lado dela, pedindo para que ela lute. Seus filhos logo depois entram e Wally pede a Roy para que traga uma outra cama para eles dormirem ali. Horas depois Bruce entra no quarto e conversa com Wally sobre o ataque, confirmando que foi a Abelha Rainha a mandante. Bruce diz que o ataque provavelmente está relacionado com o dispositivo de Amanda Waller e ele precisa saber mais sobre isso. Ele dá a Wally um drive que irá desfazer os firewalls do computador da Amanda e pede para Wally ir lá descobrir mais sobre o dispositivo. Wally pergunta quem irá cuidar dos filhos e ele responde que pedirá para alguém cuidar deles.
Wally entra no Xeque Mate e acessa o computador de Amanda e descobre que o dispositivo pode servir de porta de entrada para a Força de Aceleração. Ele recebe uma mensagem de Meia Noite sobre o estado de Linda e ao retornar para a Torre da Liga, Meia Noite informa que ela teve uma arritmia cardíaca. Ela acaba sofrendo outra arritmia cardíaca e Meia Noite pede a ajuda de Bruce para usar o desfibrilador. Wally sai de lá e vai até a Ravena para pedir que ela o ajude a conversar com o Espectro. Ravena alerta de que o Espectro não é mais o mesmo depois que Hal Jordan voltou à vida, mas aceita ajudar Wally. O Espectro vem ao encontro dele dizendo que sabe porque ele está ali, mas que não há nada que ele possa fazer pois é hoje que Linda irá morrer. Ele implora para que o Espectro faça algo, mas ele diz a Wally que não pode fazer nada a não ser aguardar a morte dela. Ele manda Wally de volta para a Terra e ele volta para a Torre da Liga. Lá ele é informado de que eles conseguiram trazer ela de volta e que os sinais dela estão estáveis. Roy e Raio Negro avisam Wally que os filhos dele foram levados pela Abelha Rainha. Ele grita com eles e pergunta por que ela iria querer levar eles, e Bruce diz que já que o dispositivo da Amanda Waller serve como porta de entrada para a Força de Aceleração ela os levou pelos poderes estarem conectados à Força. Wally pergunta se eles tem alguma ideia de localizar a Abelha Rainha e eles respondem que não, o que o faz se desesperar.
Mais tarde ele conversa com Roy e pede para ele mostrar o local exato onde ele tentou acertar a Abelha Rainha com as suas flechas. Roy mostra o local exato e Wally e explica que às vezes parte da Força de Aceleração fica onde os filhos dele estiveram, mas ele não pode vibrar rápido o suficiente para poder ter a localização deles. Dick, Victor, Mutano e Ravena chegam para ajudá-lo, com Ravena dizendo que ele pode acelerar se ela usar os poderes dela para compartilhar a dor dele. Apesar de mostrar relutância em fazer isso por temer machucá-la, Wally aceita a ajuda dela e consegue abrir uma fenda, entrando junto com eles no quartel general da Abelha Rainha. Eles são abordados pelo exército dela e Dick diz para Wally encontrar os filhos dele enquanto eles lidam com os asseclas dela. Wally encontra Jai em um invólucro e depois de tirá-lo de lá pergunta onde Iris está, e Jai responde que a mãe deles levou ela para ver ele.
Wally escapa do quartel general com Jai e se encontra com Roy e os outros. Victor diz que recebe um alerta da Liga, mas que eles não estão respondendo e Dick diz que não está conseguindo se comunicar com Bruce. Wally pede para Roy ficar de olho em Jai e vai para a Torre da Liga, onde a Abelha Rainha está usando Iris para enfrentar a Liga. Wally consegue fazer Iris se livrar do controle mental da Abelha e graças a ela ele tem acesso total a Força de Aceleração, fazendo com que seu organismo volte ao normal. Wally corre ao redor da Abelha e sua aura elétrica acaba causando uma pane elétrica no dispositivo de Amanda Waller, fazendo com que as moléculas da Abelha fiquem intangíveis e ela caia. Wally e sua família retornam para casa. Iris passa a ter pesadelos com a Abelha Rainha enquanto Jai passa a treinar todos os dias para o caso de aparecer uma ameaça semelhante. Wally decide dar um tempo nas atividades como o Flash e leva a sua família para umas férias.

### Convergência (2015)
Um ano antes Wally estava indo para uma missão em Gotham City, e contra o pedido de Linda para não trazê-los, ele trouxe os seus filhos Jai e Iris junto. Quando chegaram lá, um domo se formou ao redor de Gotham City, e além de terem ficado presos eles ficaram sem seus poderes estão presos em um domo que se formou ao redor de Gotham City. Durante todo o tempo em que tem estado ali, Wally tem tentado arranjar uma forma de quebrar o domo, mas todas foram sem sucesso. Ele volta para o seu apartamento onde Iris reclama com ele que ela e Jai estão atrasados para a escola. Ele diz que pensou que fosse domingo e se desculpa por ter perdido a noção do tempo. Jai o abraça dizendo que também sente falta de Linda e Wally se desculpa com os dois por tê-los colocado nessa situação. Eles ouvem uma voz vindo do céu se apresentando como Telos, e que as cidades presentes no planeta deverão se enfrentar e só a melhor sobreviverá.
O domo se dissipa, fazendo Wally e seus filhos recuperarem seus poderes. Ele pede a eles que o esperem enquanto ele vai procurar ajuda. Ele vai até uma cidade que se assemelha a uma cidade da época do Velho Oeste, mas Telos diz a ele que os campeões dessa cidade perderam e por isso essa cidade irá perecer, e que se Wally não enfrentar o oponente que Telos escolheu para ele, o mesmo acontecerá com Gotham. Por estar preocupado que Gotham e seus filhos sofram o mesmo destino, Wally acaba acidentalmente transportando os seus filhos para onde ele está devido à ligação que eles têm causada pela Força de Aceleração. Wally diz que se esqueceu onde Gotham e precisa que eles o avisem se achar algo parecido com a cidade. Eles então percorrem o planeta vendo várias cidades de diferentes realidades, até que passam por uma cujos habitantes se assemelham a animais de desenhos animados.
Eles chegam a Gotham, sendo alcançados pelo residente da cidade com animais, um pato velocista chamado Fastback que quer a ajuda de Wally para que eles possam arranjar uma saída dessa situação. Eles são encontrados pela Mulher-Maravilha do Ponto de Ignição, descobrindo que a Gotham em que eles estão é a Gotham da realidade dela. Wally pede para ela ouvi-lo, mas ela não escuta e o ataca. Wally pede para Fastback tirar os filhos dele de lá e ele avança para cima dela, mas ela consegue contra atacar, dizendo que tem a velocidade de Hermes. Eles continuam se enfrentando até que Wally tem êxito subjugá-la, perguntando o que houve com ela para ela não dar a ninguém o benefício da dúvida. Ela fala que certa vez, conheceu um homem (Aquaman) e o amou, mas ele a traiu e ela nunca mais passará por isso. Ela ordena que as amazonas joguem uma substância que o deixa lento e desorientado. Ela o amarra com o laço da verdade e pergunta se ele é um mau marido e pai e ele responde que é pior, que ele afastou seus filhos de sua esposa por um ano, mas que tem pena de Diana, pois de todas as versões presentes ela é a pior e ela nunca saberá como é o amor de verdade igual ao que ele sente por Linda e seus filhos.
Ele acidentalmente acaba transportando seus filhos para o local, mas aproveita a distração para atacar Diana e amarrá-la com o seu próprio laço. Diana pede para suas amazonas se retirarem e Fastback volta para a sua cidade. Wally promete que irá reunir seus filhos com a mãe deles, mas antes eles precisam proteger Gotham juntos, e eles concordam.

## Novo Universo DC
Apesar da introdução de um Wally West negro nos Novos 52, o Wally West original ressurge, sendo revelado que o Wally de Novos 52 é o primo do Wally original. Devido às mudanças causadas pela criação da linha do tempo dos Novos 52, parte de sua história continua a mesma (sendo colocado agora que ele se tornou o Kid Flash aos 13 anos de idade e não aos 11), porém ele nunca se casou com Linda. Apesar de Wally ser o único herói no Universo DC que se lembra de como as coisas eram antes do Ponto de Ignição, é explicado que após ficar preso na corrente do tempo quando o Abra Kadabra o jogou lá, Wally viu a sua vida na realidade Pós-Crise/Pré-Ponto de Ignição, e por causa disso não apenas soube de como a realidade era antes de Ponto de Ignição como também passou a acreditar que ele era o Wally daquela realidade. No entanto, é posteriormente revelado que as lembranças que ele tinha da linha do tempo de antes do Ponto de Ignição eram reais.

### Renascimento (2016)
Após Barry Allen ter desfeito os eventos de Ponto de Ignição, Wally permaneceu preso na Força de Aceleração, mas a luta que Barry e a Liga da Justiça teve contra Darkseid e Antimonitor abriu uma brecha para Wally conseguir sair e tentar se comunicar com aqueles que ele conhece. Ele primeiro vai para a Batcaverna, tentando pedir a ajuda de Bruce, mas não consegue e é puxado de volta. Ele continua tentando, mas quanto mais ele tenta mais sua essência está próxima de ser dissolvida e absorvida totalmente pela Força de Aceleração. Sua esperança reside em Linda, mas ao se comunicar com ela Linda não o reconhece e ele é puxado novamente. Desesperado, ele encontra Barry e se comunica com ele, agradecendo pela vida que lhe deu e o avisando de um perigo que se aproxima.

Wally e Barry se reúnem.

No momento em que Wally está para ser totalmente dissolvido, Barry se lembra dele e consegue puxá-lo para fora da Força de Aceleração, pedindo perdão por ter se esquecido dele. Wally explica a Barry que a mudança que ocorreu no tempo após o Ponto de Ignição, mas sim que alguém (Doutor Manhattan) se aproveitou de Barry ter desfeito os eventos de Ponto de Ignição para mexer com o tempo e tirar 10 anos das vidas deles. Após esclarecer a situação para Barry, Wally se reencontra com os Titãs, Dick, Roy, Donna, Garth e Lilith Clay, que haviam se esquecido dele, mas que ao entrarem em contato com a aura elétrica de Wally recuperam suas lembranças sobre ele, e explica a ameaça que eles estão prestes a enfrentar.

### O Retorno de Wally West (2016-2017)
Wally conta novamente a história do que aconteceu para Lilith Clay. Ele pergunta se ele quer que ele diga o nome dele de novo e ela explica que dizer o nome fará com que a ligação psíquica deles se torne mais forte. Após ela realizar o procedimento ela lê a mente e identifica o pensamento mais poderoso na mente dele, perguntando em seguida quem é Linda Park. Wally responde que Linda é a garota que ele conhecia antes de o tempo ser manipulado e que agora ela nem o conhece. Dick sugere a Wally que ele vá visitá-la e Roy concorda, mas Wally diz que ele já foi vê-la e disse que a conhecia e que a amava, mas acabou apenas a deixando assustada. Eles conversam sobre a ameaça que Wally que falou que manipulou o tempo e Garth diz que eles podem ter lidado com ela antes, pois antes de Wally voltar o Sr. Twister havia feitos eles se esquecerem de que tinham sido os Titãs. Ele menciona que Mamute estava trabalhando com Twister e Roy diz que Mamute costumava trabalhar para algumas gangues e que ele poderia procurar informações a respeito. Dick concorda e pede para Wally deixar que Lilith continue lendo a mente dele.
Enquanto ela o faz, e percebendo que ela está tendo dificuldades, Wally diz que talvez seja melhor se eles pararem, mas ela diz que consegue continuar, mas que tente pensar em outra coisa que não seja Linda. Roy, Donna e Garth depois de terem ido buscar informações, descobrindo que Mamute está trabalhando para alguém chamado Simon. Lilith continua lendo a mente de Wally, conseguindo sentir uma presença, mas perde a conexão. Donna e Roy diz que eles devem procurar respostas à moda antiga e Lilith diz que sentiu algo quando encontrou a tal presença ao ler a mente de Wally, que era uma mente perturbada e que estava dormente, mas que ao entrar em contato ela a despertou. Ela então diz que eles têm que ir urgentemente para Keystone City.
Ao chegarem lá a cidade está sendo atacada por cópias de versões jovens deles. Depois de enfrentar sua cópia, Wally salva Garth de ser morto por Abra Kadabra, que diz que voltou e que, além de ser quem criou as cópias dos Titãs, foi ele quem retirou Wally da linha do tempo para se vingar. Dick chega e ele e Wally tentam enfrentar Kadabra, mas ele foge. Dick pergunta se Wally o conhece e ele responde que eles já se enfrentaram antes e que agora parece que é pessoal. Garth agradece a Wally por ter lhe salvado, dizendo que se não fosse por Wally ele estaria morto, e ele pergunta como ele sobreviveu a um ataque de magia agressivo e Wally explica que Kadabra não usa magia, mas sim tecnologia futurista que faz parecer que é magia. Garth diz que de qualquer forma é bom que Wally esteja pois o grupo não é nada sem ele, ao que Wally discorda por sentir que se ele não tivesse voltado as coisas poderiam estar melhores.
Eles vão para um restaurante em Keystone e Wally conta mais a eles sobre Kadabra, dizendo que ele era um inimigo frequente do Flash e do Kid Flash. Donna pergunta se eles já o enfrentaram e Wally responde que é assustador que eles não se lembrem disso. Dick pergunta se isso tem a ver com o passado deles ter alterado e Wally responde que o próprio Kadabra disse a ele que foi ele quem o apagou do continuum espaço-tempo, e diz que eles tem que encontrar Kadabra o mais rápido possível antes que ele machuque mais alguém. Lilith vai até eles e avisa que Linda está bem. Wally decide ir atrás dela e ao encontrá-la pede desculpa pelo que houve antes e tenta explicar que os dois tiveram uma história, mas não consegue. Ele pede desculpa novamente e que se ela quiser que ele a deixe em paz de agora em diante ele fará isso. Antes de ele ir embora Linda pede para que ele dê uma entrevista como forma de compensar o que houve. Ele aceita e ela inicia a entrevista com ele, perguntando se ele está relacionado com o Flash, ao que ele responde que ele é um Flash. Ela diz que isso prova que eles nunca teriam namorado porque ela nunca teria namorado alguém que não é o Flash de verdade. Ela pergunta por que ele está ali, ao que ele responde que é complicado, e então pergunta onde ele estava. Kadabra então aparece e puxa Linda para dentro de um portal. Wally tenta alcançá-la, mas o portal se fecha e Kadabra diz que Wally tem uma hora para encontrá-la.
Os Titãs vão ao encontro dele e ele explica o que houve, se desesperando enquanto Lilith se culpa por ter sido ela quem despertou Kadabra. Dick os conforta e pede para que Lilith tente se conectar à mente de Kadabra, pois se eles o encontrarem eles encontram Linda. Ela vê três localizações e Dick diz que eles vão ter que ir em todos os três locais. Eles se separam e Roy acompanha Wally para uma das três localizações, encontrando-se com as cópias de Wally e de Dick. Wally derrota sua cópia novamente enquanto Roy é subjugado pela cópia de Dick, que ameaça cortar a garganta de Roy. Antes de Wally avançar para cima da cópia de Dick, Kadabra aparece e mostra Wally que todos os outros amigos dele e Linda estão em perigo, e que caberá a ele escolher quem salvar, dando a localização deles e de Linda. Wally então corre mais rápido que pode, com Kadabra filmando-o e transmitindo para o mundo para que o mundo veja o quão poderoso ele é.
Enquanto Wally corre, Kadabra conta que veio para o presente em busca de fama e fortuna pois veio de um futuro frio, e que depois de Wally atrapalhar seus planos várias e várias vezes ele o jogou na corrente do tempo, o que fez com que ele fosse esquecido, mas por ter feito o mundo se esquecer de Wally isso o afetou e ele acabou se esquecendo dele próprio. Ele diz que agora o mundo o verá morrer para que o mundo finalmente passe a temer o Kadabra. Wally continua correndo, conseguindo salvar os seus amigos e parte para salvar Linda. Ao agarrá-la e tirá-la do perigo seu corpo começa a brilhar e a ficar transparente. Linda pergunta o que ele fez e ele responde que teve que fazer isso por ela. Ele pede para ela pegar a mão dele, mas antes que ela possa tocá-lo ele é levado para a Força de Aceleração, tornando-se parte dela.
Dentro da Força de Aceleração Wally se encontra em uma ilusão onde ele está com Linda em uma casa. Ele diz a ela que é aqui onde ele quer ficar para sempre, mas ela diz que ele não pode porque ela apenas a construção das memórias que ele tem de Linda, que a verdadeira Linda Park do mundo não o ama e as memórias que ele tem dela não significam nada. Ela também diz que um dia eles podem ficar juntos se ele der a ela uma chance, ao que Wally diz que mesmo que ele quisesse sair de lá ele não poderia. Ela diz que ele pode sim, aceitando que as memórias que ele tem dela não são reais e nunca foram, que foram resultado de ele ter ficado perdido no tempo e ter visto uma possibilidade do que poderia ter acontecido e se concentrar no que é real e que são os amigos dele. Wally a abraça e se despede dela, voltando para a Terra e derrotando Kadabra, jogando-o na corrente do tempo. Os Titãs o abraçam e comemoram que ele voltou. Ele vai conversar com Linda perguntando se ela está bem e disse que o aconteceu foi surreal assim como ele. Ele diz para ela esperar até ela o conhecer melhor. Ela disse que até aceita, mas grita com ele dizendo que não quer ser parte de nenhuma loucura semelhante e que o mínimo que ele pode fazer para ela é dar a entrevista.
Depois que Linda vai embora, Wally e os Titãs conversam sobre Kadabra e Lilith diz que viu uma palavra na mente dele: Manhattan.

### A Guerra do Flash (2018)
Wally está com o seu primo Wally West II, o atual Kid Flash, e com Barry enfrentando Roscoe Dillon. Depois que ele os ajuda a derrotar Roscoe, Iris West vem até ele, dizendo que o Flash é notícia velha e querendo saber quem é o novo Flash, mas ao invés de falar com ela Wally diz que tem que ir e corre. Barry e Kid Flash o alcançam e Barry pergunta se ele ainda não está pronto para contar a Iris quem ele é, ao que Wally responde que não podia fazer em isso em meio a uma multidão. Ele os leva para comer taco em um local onde Iris costumava levá-lo quando ele era criança. Barry diz a ele que é hora de contar a Iris o que aconteceu e conta que foi ele quem pediu para ela vir entrevistá-los mais cedo, o que Wally desaprova pois ele diz que Barry não deveria ter feito isso sem falar com ela. Kid Flash diz que ela tem tido pesadelos desde que matou Eobard Thawne. Wally questiona do que eles estão falando e Barry diz a Kid Flash que não tinha contado ainda a Wally o que tinha acontecido. Barry então conta que há alguns meses Eobard a sequestrou levando-a para o futuro como forma de atrai-lo. Depois que ele conseguiu cortar a conexão de Eobard com a Força de Aceleração Negativa, tornando-o um humano comum, Iris o matou com uma arma de buraco negro que desintegrou o corpo de Eobard.
Wally se irrita com Barry e sai correndo de lá, com Barry logo o alcançando, dizendo que sabe que as coisas não deram certo com Linda, mas que ele desistiu e desde que voltou há um ano não fez nada para reconstruir a vida dele, mas apenas só se focou em ser o Flash. Wally diz que já ouviu isso de Clark e dos Titãs, mas que isso não é sobre ele, e sim sobre Barry, pois se Iris souber a verdade ele não terá mais que mentir para ela e que ela só esteve em perigo porque ele não conseguiu lidar com Eobard. Barry diz que Wally não estava lá quando aconteceu, ao que Wally responde perguntando se ele está sempre quando precisam dele e Barry pergunta o que ele quer dizer com isso. Antes que a discussão fique mais intensa, Kid Flash chega e tenta acalmá-los. Barry pede desculpas a Wally, dizendo que deveria ter contado sobre o que aconteceu quando Eobard sequestrou Iris, mas que isso não tira o fato de que ele não seguiu em frente com a vida dele. Wally diz que está tudo bem, mas que a vida dele e sai de lá.
Com os Titãs tendo que desfazer o grupo a pedido da Liga da Justiça em decorrência de uma missão mal sucedida e sem poder recorrer à Linda nem à sua tia Iris, Wally decide procurar por Francis Kane pois se lembra de tê-la conhecido quando criança quando eles moravam em Blue Valley, deles terem atuado juntos em uma nova formação dos Titãs quando ele tinha se tornado o Flash, de eles terem namorado e do problema de dupla personalidade que ela desenvolveu por causa dos poderes. Todavia, apesar de lembrar disso ele não sabe se elas são reais ou se são parte do que ele viu quando estava perdido no tempo. Ele a encontra no dia seguinte, quando ela está saindo da faculdade, se referindo a ela como Frankie, ao que ela diz que ninguém a chama de Frankie. Ele diz quem ele é e que eles se conheceram quando crianças em Blue Valley. Ela diz que é boa com rostos, mas que não lembra ter visto o rosto dele. Wally se despede, mas ela começa a se lembrar dele, descrevendo a brincadeira de guerra de bolas de neve que eles faziam quando eram crianças, mas também isso faz com que a personalidade da Magenta surja.
Ele tenta dialogar com ela, mas ela o ataca e usa os metais ao redor para reconstruir a mansão na qual eles moraram juntos. Usando barras de ferro para prendê-lo, ela diz que tinha conseguido esquecer tudo que ele tinha feito com ela e conseguir levar uma vida normal, e o critica por ele nem se lembrar da mansão onde eles viveram. Wally explica que alguém alterou o tempo e ele ainda não sabe quais partes de suas memórias são reais e quais não são. Ela pergunta se ele queria alguém para conversar e pergunta se ele chegou a considerar que ela não queria mais se lembrar dele, ao que ele responde que sim. Ele diz que ficou pensando nisso antes de falar com ela e que não tem mais uma vida, e que quando não é o Flash só consegue pensar no quanto ele está desconectado das pessoas ao redor dele. Ele também diz que não é justo colocar isso nela e que ele não foi bom o suficiente com ela por estar com medo, pedindo desculpas para ela em seguida.
Wally consegue se libertar e a agarra. Ela grita com ele dizendo que por causa dele não pode voltar ao que era antes, e ele diz que eles não voltar, mas seguir em frente juntos. Ele a leva para o local onde eles costumavam brincar de guerra de bolas de neve quando criança, e ela diz que havia se esquecido do lugar. Magenta reverte para Francis e os dois se abraçam. No dia seguinte, os dois estão almoçando juntos e Francis diz que o STAR Labs informou a ela que ela pode voltar aos estudos sem preocupações, já que o complexo possui terapeutas com capacidade para lidar com o problema dela. Wally se desculpa novamente dizendo que foi descuido da parte dele falar e ignorar o que houve entre elas, ao que ela concorda, mas diz que apesar das memórias terem voltado, outras memórias boas voltaram como Wally não saber dançar. Ele pergunta a ela se ela está bem sabendo o que aconteceu em relação à mudança temporal e ela diz que sim, dizendo também que quando ele mencionou sobre estar desconectado a fez se lembrar de quando eles estavam namorando pois naquele período ele havia se tornado o Flash e estava com medo de não estar à altura do legado, mas que no fim ele ficou à altura do legado. Ele agradece e ela pergunta se ele estará morando em Keystone. Ele responde que não tem dinheiro no momento, mas que poderia pedir uma ajuda. Ele então pede para Dick ajudá-lo e ele consegue encontrar um apartamento para Wally.

Wally se lembra de sua vida de antes de Ponto de Ignição.

Algum tempo depois, Wally vai comprar tulipas e vai a pedido de Barry para o escritório dele na polícia científica para que ele finalmente se revele para Iris. Ao vê-lo com as tulipas ela percebe que é Wally quem tem deixado tulipas no escritório dela toda semana e que ele é o outro Flash que está trabalhando. Pensando que ela não o reconhece, Wally decide ir, mas ela o chama pelo nome e o abraça, dizendo que tudo irá ficar bem. Ela diz que tem muitas perguntas a fazer para ele e pergunta onde estão os outros. Wally pergunta de quem ela está falando e ele sente fortes dores de cabeça, com suas lembranças de antes de Ponto de Ignição retornando e dizendo que ele se lembra de tudo. Barry acaba levando Wally até Zatanna, Caçador de Marte e Jessica Cruz logo depois. Todos realizando um exame em Wally, mas nenhum deles conseguindo chegar a uma conclusão do que realmente está acontecendo com ele. Barry e Iris então levam até o STAR Labs onde Wally é examinado por Victor e seu pai, Silas. Wally se irrita por eles também não conseguirem achar uma causa para o que está acontecendo e ele tenta sair de lá. Barry e Iris tentam acalmá-lo enquanto Victor conversa com ele, dizendo os exames estão mostrando que o corpo dele passou por um tipo de trauma e que a Força de Aceleração dentro do corpo dele está fora de sincronia com a atual energia temporal residual.
Barry diz que eles podem conversar com alguém sobre isso ou então Victor pode realizar mais testes, mas Wally se recusa a continuar e Iris intervém, pedindo a Barry para dar um tempo nisso. À noite, Wally vai para lugares de seu passado e depois para o Museu do Flash. Barry o encontra lá e pergunta a ele se ele está bem. Wally responde que sim e que só precisava clarear a mente e conta a Barry que quando era mais novo costumava vir para o Museu toda vez que se sentia perdido para se sentir seguro. Barry diz a ele que não há nenhum Museu do Flash e quando Wally se dá conta eles não estão no Museu do Flash, mas sim em um terreno baldio. Wally diz que só quer que isso acabe e Barry pede para que ele fale com ele. Wally diz que depois de ter visto Francis e depois dos últimos dias achou que a vida dele estivesse entrando nos eixos, mas viu que estava enganada e agora não está com medo, mas sim frustrado. Ele diz que não quer que Barry conserte isso, mas que ele apenas o escute. Barry pergunta o que ele quer fazer e Wally responde que só quer correr. Os dois então correm juntos pela cidade.
Alguns dias depois, Wally e Barry retornam para casa de Iris após impedirem um crime, mas discutem porque Wally não quer seguir o método de Barry de fazer as coisas. Iris intervém pedindo a eles dois para pararem e pergunta a Wally se ele está melhor. Ele responde que está bem e que apenas quer que as memórias dele retornem. Wally sente fortes dores de cabeça novamente e se lembra de quando enfrentou Eobard Thawne quando este tentou se passar por Barry e de quando se tornou membro da Liga da Justiça. Wally diz que tem algo vindo e os Renegados surgem diante deles, dizendo que vieram para levar Iris para o século XXV para o julgá-la pela morte de Eobard Thawne. Barry tenta acalmar a todos e propor que todos ali conversem primeiro antes de qualquer atitude ser tomada, mas Wally agarra Iris e foge com ela. Ela pede para ele soltá-la, dizendo que ela pode cuidar dela própria e que os West nunca fogem de uma briga. Eles são abordados pelos Renegados e Wally os enfrenta junto com Barry e Kid Flash. Wally sofre outra dor de cabeça e o Comandante Frio, líder dos Renegados, pede para eles pararem a luta e explica que Wally está tendo o que no século XXV é chamado de dores de cabeça temporais, causadas por viagem no tempo ou mudanças no tempo, fazendo com que as memórias fiquem desordenadas e causem danos ao sistema nervoso. Frio diz que isso está ligado às mudanças temporais que ele viu no Museu do Flash no século XXV e Iris pergunta se ele pode ajudar Wally. Frio aceita ajudar Wally portanto que Iris vá com eles para depor sobre o assassinato de Eobard. Barry se oferece para testemunhar em favor de Iris, dizendo que ela matou Eobard em legítima defesa, e após ele conversar com Wally o rapaz aceita ir para o século XXV com eles.
Frio os transporta para o futuro, mas ao invés de Wally estar com Barry, Iris, Kid Flash e os Renegados, ele se vê sozinho nas ruínas do Museu do Flash. Ele pergunta onde está e uma voz responde dizendo que o que Wally é tudo o que foi tirado dele. A voz explica que os amigos velocistas e os filhos de Wally estão presos na Força de Aceleração, mas que Wally pode salvá-los se destruir a Força. Wally pergunta quem ele é e a voz sai das sombras se revelando ser Hunter Zolomon e que irá ajudá-lo a salvar os filhos dele. Wally se lembra de Jai e Iris e Hunter continua tentando convencê-lo que pode ajudá-lo. Wally o ataca e ao socá-lo se lembra de tudo que vivenciou com Hunter. Wally então comenta sobre tudo que Hunter tentou com fazer com ele depois que se tornou o Zoom e pergunta se foi ele que os fez desaparecer, mas Hunter diz que não quer lutar. Wally o ataca novamente, mas Hunter não reage, o que faz Wally perguntar se ele perdeu os poderes dele, ao que Hunter responde que sim e que mudou desde a última vez em que se enfrentaram. Mostrando arquivos referentes ao Ponto de Ignição, Hunter diz que Wally estava certo em tê-lo alertado sobre o perigo de mudar o passado pois Barry colocou o mundo em perigo ao criar o Ponto de Ignição, mas que ao desfazer o evento Barry não colocou tudo no lugar. Ele continua tentando convencer Wally que a única forma de salvar os amigos dele e os filhos dele é quebrando a Força de Aceleração, mas Barry e o Comandante Frio, acompanhados de Kid Flash e Iris, os abordam e tentam atacar Hunter, que é protegido por Wally. Wally conta a Barry sobre os filhos dele e Iris diz que se lembra deles. Contrariando o pedido de Barry, Wally foge se preparando para entrar na Força de Aceleração, mas Barry o impede, dizendo que se mesmo o que Hunter disse for verdade eles devem encontrar uma outra forma de salvar os outros. Wally diz que se Barry não ajudá-lo irá garantir que ele nunca mais corra de novo e segue correndo para entrar na Força de Aceleração.

## Aparência e personalidade
Wally West é um homem branco de cabelos ruivos e olhos verdes.. Sua altura e peso são respectivamente 1,83 cm e 79 kg. Nas histórias Pré-Crise, principalmente durante a fase de George Pérez em Novos Titãs, Wally era caracterizado como um jovem conservador. Já nas histórias Pós-Crise era caracterizado como um jovem impulsivo e inicialmente menos nobre que seu tio, sendo um exemplo disso ele ter exigido um plano de saúde gratuito em troca de fazer um favor para um hospital. O comportamento impulsivo e inconsequente de Wally foi inicialmente um dos grandes motivos para ele não ser respeitado pela comunidade super-heroica, que não o via como sendo alguém digno de assumir o manto de Flash. Conforme as histórias e principalmente após começar a namorar Linda Park, Wally passou a se tornar um homem mais maduro e se tornou tão nobre quanto Barry era, apesar de em alguns momentos ainda agir com impulsividade.

## Em outras mídias

### Animação
- Em Superman: A Série Animada[35] (1996), Wally faz uma participação especial disputando uma corrida contra o Superman para arrecadar dinheiro para caridade.
- Em Liga da Justiça[36] (2001), Wally é introduzido como um dos membros fundadores do grupo.
- Em Liga da Justiça Sem Limites[37] (2004) Wally se torna uma das figuras centrais na trama da 2ª temporada, pois a sua morte pode acarretar em Superman enlouquecer, matar Lex Luthor e dominar o mundo.
- Em Super Choque[38] (2004) Wally aparece junto com a Liga da Justiça, onde se unem ao Super Choque para enfrentar Brainiac.
- Em Jovens Titãs[39] (2005), Wally aparece na 5ª e última temporada do desenho.
- Em Batman: Os Bravos e os Destemidos[40] (2008) Wally aparece como Kid Flash e junto com Flash, Jay Garrick e o Batman, enfrenta Eobard.
- Em Justiça Jovem[41] (2010), Wally é um dos integrantes do grupo. Ele desenvolve um relacionamento amoroso com a Artemis durante a primeira temporada. Na 2ª temporada, Wally deixou o grupo junto com Artemis para cursar a faculdade, mas os dois voltam a fazer parte do Justiça Jovem, No episódio final da 2ª temporada, Wally se sacrifica para salvar o mundo, em uma forma semelhante ao que Barry fez Crise nas Infinitas Terras. Com ele supostamente morto, Bart Allen se torna o Kid Flash.
- Em Jovens Titãs Em Ação[42] (2013) Wally tem participações recorrentes.
- Wally aparece no filme Jovens Titãs: O Contrato de Judas[43] (2017) nos minutos iniciais do filme, onde ele junto com os demais Jovens Titãs ajudam a salvar a recém chegada Estelar.